# 国鉄10系客車

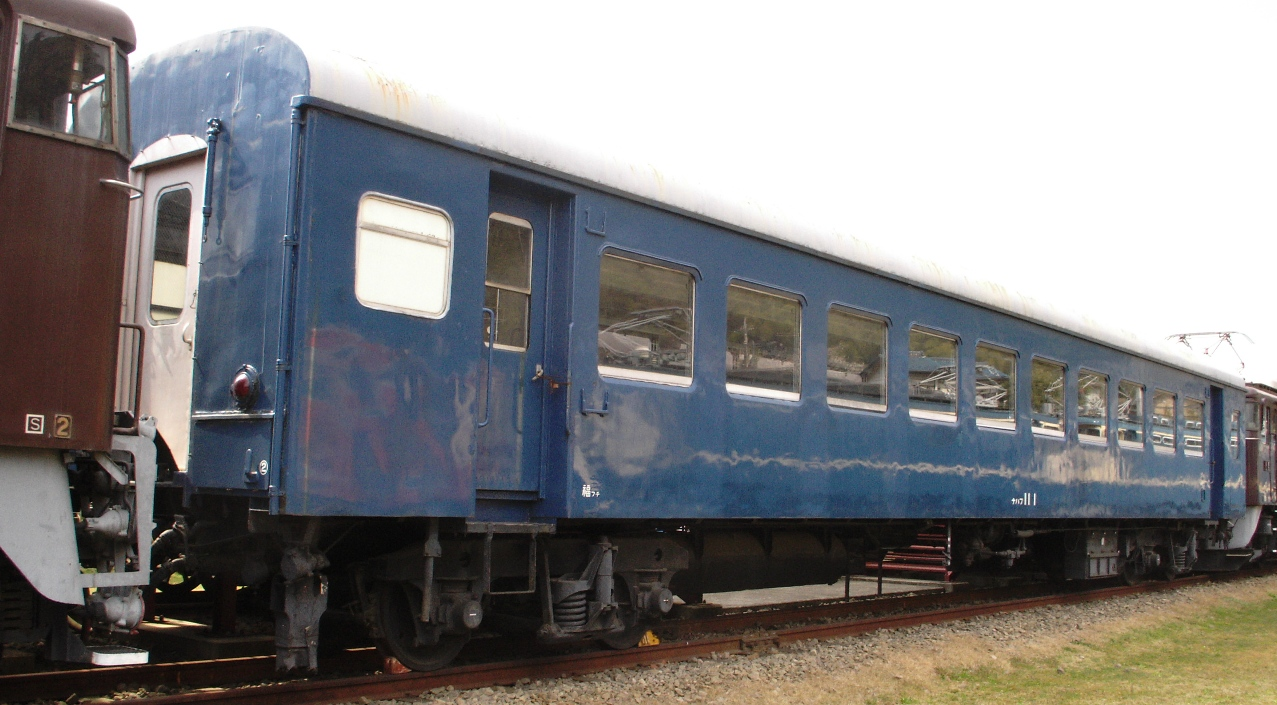
ナハフ11 1（碓氷峠鉄道文化むらで保存）

国鉄10系客車（こくてつ10けいきゃくしゃ）は、日本国有鉄道（国鉄）が1955年に開発・試作し、その後量産した軽量構造の客車である。

## 概要

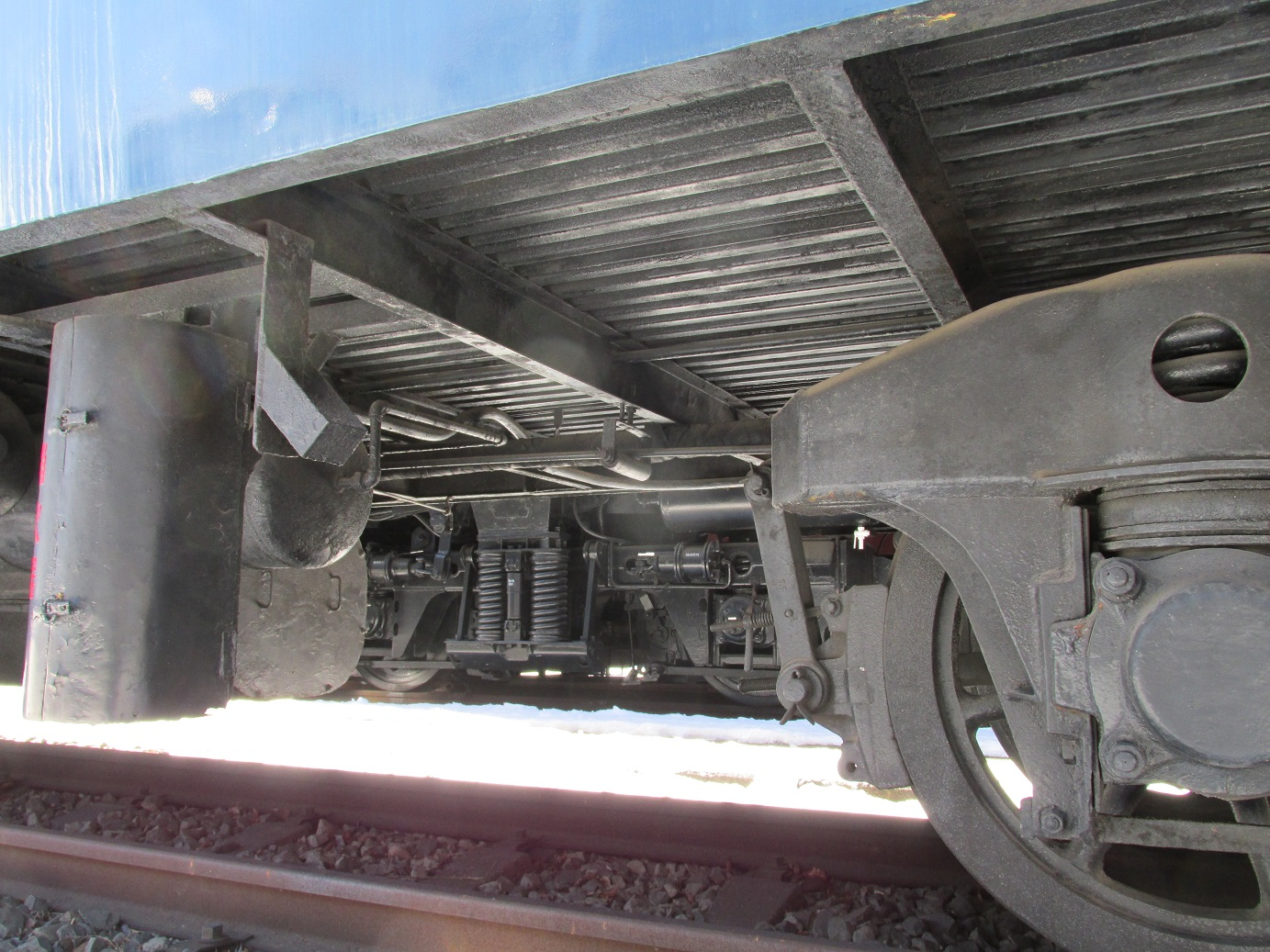
オハネ12の床下部分。台枠は側梁のみで中梁がなく、床強度は縦方向のキーストンプレートと横梁とで担った軽量構造

### 登場の経緯
1950年代に軽量化設計で世界をリードしていたスイス連邦鉄道（スイス国鉄）の軽量客車（Leichtstahlwagen）の影響を強く受けて設計・開発された。
既成概念を脱却した革新的な設計の導入により、従来の鉄道車両に比べて格段の軽量化を実現し、輸送力増強や車両性能の向上に著しい効果を上げた。また外装面でも、大型の窓を備えるなどスイス流の軽快かつ明朗なスタイルが導入され、国鉄車両のデザインに新風を吹き込んだ。電車・気動車を含むその後の国鉄車両のほとんどは、この10系客車を基本にした軽量構造を採用しており、後続の旅客車設計に大きな影響を与えた形式と言える。その一方で、車体や台車こそ近代的になったとはいえ、自動空気ブレーキや車軸駆動式の発電装置、並形自動連結器、蒸気暖房など、旧来のものを踏襲した部分も多く、車両運用上も1両単位で在来他形式との混結を前提としていた。
一部車両には、遊休化していた車両を改造したものも存在する。食堂車であるオシ17形は、占領軍からの返還や特急の電車化で余剰となった展望車など、3軸ボギー台車を履いた旧型優等客車の台枠流用による改造車として製造された。また、寝台利用者の増加に応えるため、スハ32系二重屋根車など古い二等車や三等車の台枠と台車を流用したオハネ17形（のちのスハネ16形）が多数製造され、高度経済成長期の輸送力確保に大きな成果を上げている。

## 構造・軽量化設計

### 車体の軽量化
従来の鉄道車両の構造では、土台となる「台枠」に強度の相当部分を負担させたのに対し、10系では台枠中央部全長を貫通していた中梁を省略し、台枠側梁、構体、屋根、側板、妻板、そして波型鋼板（キーストン・プレート）の床を組んだ車体全体で衝撃を分散負担する「セミ・モノコック構造（準張殻構造）」を採用した。
モノコック構造は、元来、重量制限の特に厳しい航空機のために考案されたものであり、戦後のGHQによる航空産業の禁止命令に伴う技術者の移籍により、その理論および設計ノウハウが鉄道車両開発にも移転され、日本の鉄道車両でも実現可能となったものである。
梁や柱は、重い形鋼の加工品から、薄い鋼板のプレス一体成型品に置き換えられて軽量化と工数の低減が図られ、また、溶接の最適化やひずみ除去技術の進歩等によって側板厚の削減（2.3 mm → 1.6 mm）が実現するなど、車体の大幅な軽量化が可能となった。

### 台車の軽量化
車体構体に次ぐ重量部品である台車についても、第二次世界大戦後盛んになった高速電車用台車の研究開発成果を受けて、重い形鋼や一体鋳鋼に代えて、プレスした鋼板部材を溶接して組み立てることで重量の大幅な軽減を実現した、軽量構造の軸ばね式台車（TR50形またはTR200形）が採用された。
だが当時は中長距離輸送の殆どを国鉄が担っていたため、乗客の激しい混雑が当たり前であったこともあり、三等座席車は乗車率200 %での使用も考慮され、枕ばねは軽い車重に不釣り合いな硬いものとされた。「すし詰め」の可能性がある以上、混雑度の低い欧州の鉄道車両のような柔らかいばねを採用することができなかったのである。逆にダンパーは歩留まりや耐久性ばかりが重視され、減衰力は完全に不足していた。これにより、従来形客車では見られない短周期の上下動が常時発生する結果となった。
高速走行性能については、120 km/hでの速度試験にも耐えたものの、量産時には高速性能よりも混雑時での使用（安全率）に主眼を置いたため、試作車よりもばね定数が上げられ、より硬いセッティングとされたことで、問題をさらに悪化させている。

### その他の軽量化
その他にも、従来は砲金や鋳鋼が当たり前であった内装金具の軽金属部品への置き換えや、アルミサッシの採用、それにプラスチック等の合成樹脂材料の多用などによって、新素材を活用した総合的な軽量化が施されている。この結果、内装から木材をほとんど廃した「全金属車体」となった。

### 構造
| A：原形式  | B：緩急車化 | C：冷房化  | 備考           |
| ---------- | ----------- | ---------- | -------------- |
| ナロ10     | →           | オロ11     |                |
| オロネ10   | オロネフ10  | －         | Bは6両 のみ    |
| ナロハネ10 | →           | オロハネ10 |                |
| ナハネ10   | ナハネフ10  | オハネフ12 | 一部直接 A → C |
| ナハネ11   | →           | オハネ12   |                |
| オハネ17   | →           | スハネ16   |                |
| ナハネフ11 | →           | オハネフ13 |                |

寝台車・特別二等車・食堂車では、板材をプレスした柱を用いて途中で曲げ、車体幅を2.9 mに広げて裾を2.8 mに絞った車両限界一杯の車体断面を導入して居住性を改善した。この方式も、以後多くの車両に採用された。車体上部の雨どい付近の最大幅は2.95 mである。これ以外の車種では側構の裾絞りはなく、車体幅2.8 m、車体最大幅2.86 mとなっている。また寝台車のうち、旧形車の台枠再利用のオハネ17は車体長19.5 mであるが、新製車は車体長20 m（連結面間20.5 m）を国鉄で初めて採用し、後の特急形電車などに受け継がれた。
スハ43系に引き続き、完全切妻形車体であるが、ウィンドウ・シル/ヘッダーはなくなっている。また寝台車通路側には下降窓を採用した。三等座席車の便・洗面所は、出入台より外の車端に設けられ、客室から離すことで臭気を防止した。

## 改造

### 冷房・緩急車化改造
本系列は、当初はオロネ10を除き非冷房であったが、寝台車の増加に伴いサービス向上のため独立機関式冷房装置を搭載することになり、自重が増して重量記号が変更されたこと、また寝台車の多くは緩急車に改造されたことで、多くの形式が一括して改造・改形式されている。その一覧は表の通り。細字の形式は改造により形式消滅した。詳細は各形式の項目を参照されたい。

## 系列別概説
本系列に属する車輛として、以下の形式がある。
※等級は製造・改造時のもの（1960年以前は三等級制）
※年は製造・改造初年
※2000番台の番号は電気暖房付の車両に付される番号

### 座席車
- ナハ10形 - 三等車 1955年 （1 - 8初代 → 901 - 908, 1 - 114）
本系列の基本形式。定員88名で122両製造（試作車900番台8両、量産車114両）。試作車と量産車の相違点は、台車[注釈 8]、客用扉[注釈 9]、および妻板[注釈 10]など。当時、客車の製造は日本車輌と日立製作所が指定メーカーであったが、本形式の試作車に限り、技術習得を目的として、汽車製造と川崎車輌が製造に参加している。

>製造データ、新旧番号対照
- ナハ11形 - 三等車 1957年 (1 - 97, 2098 - 2102) 
室内灯に蛍光灯を採用したナハ10形の近代形。定員88名、102両製造。本形式以降客用扉が鋼製2枚折戸から開閉窓付きの鋼製1枚開戸に変更された。北陸トンネル列車火災事故後、新形車両の難燃化のため、国鉄大宮工場での定置燃焼実験、宮古線・狩勝実験線での走行燃焼実験に使用された。昭和40年には2062, 2075に循環式汚物処理装置が、2072に浄化式汚物処理装置が試験的に設置された。

>製造データ、新旧番号対照

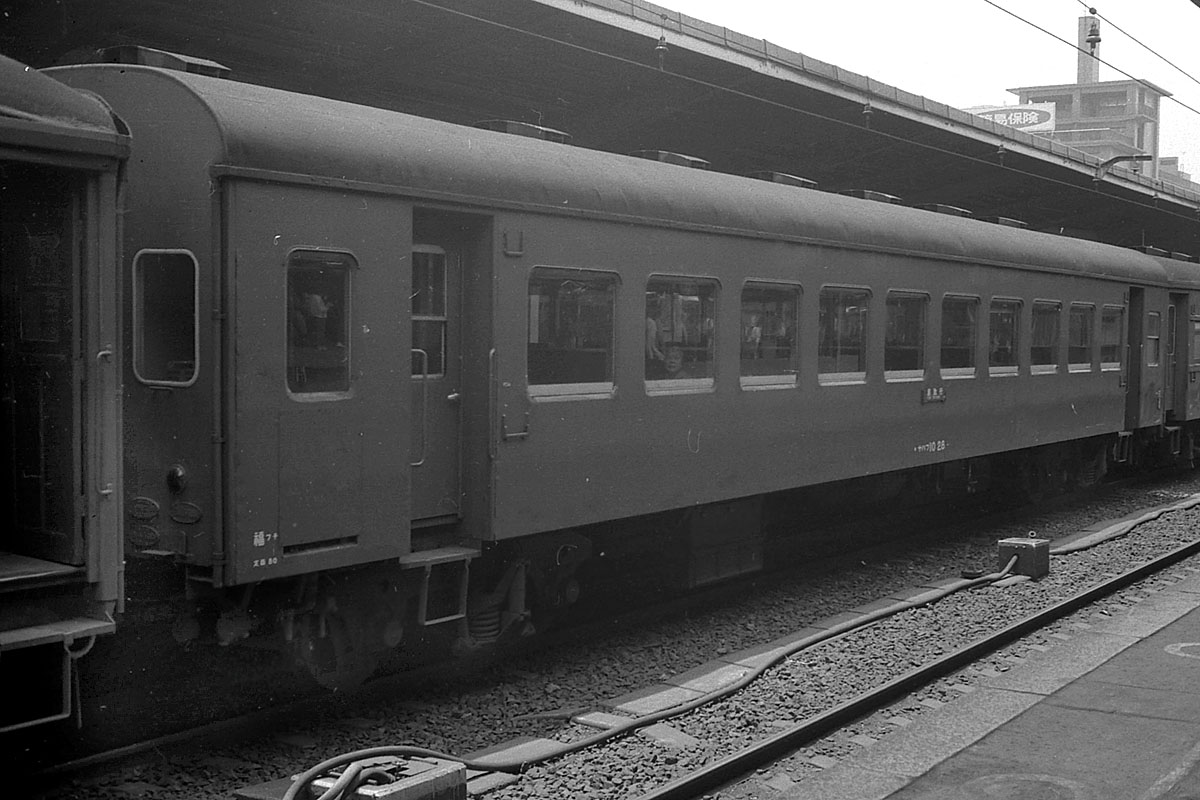
ナハフ10 28

- ナハフ10形 - 三等緩急車 1956年  (1 - 48) 
ナハ10形に対応する緩急車。定員80名、48両が製造された。

>製造データ、新旧番号対照

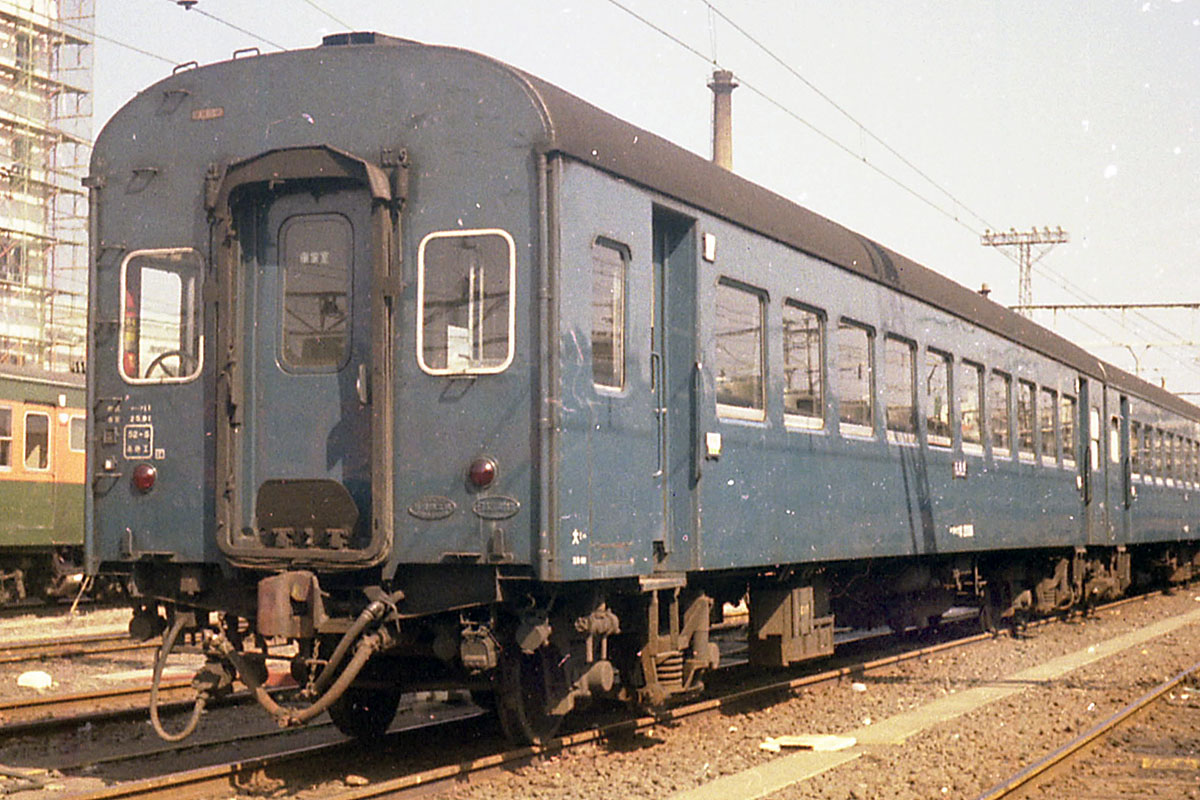
ナハフ11 2005

- ナハフ11形 - 三等緩急車 1957年  (1 - 30) 
ナハ11形に対応する緩急車。定員80名、30両が製造された。

>製造データ、新旧番号対照
- ナロ10形 - 特別二等車 1957年  (1 - 33) 
前年に登場した三等寝台車（後述）に倣って幅2.9 mの広幅・裾絞りの車体で登場した。定員48名、33両製造。車内レイアウトは従来の特別二等車を踏襲しているが、荷棚の下にスポットライト方式の読書灯が設けられた。1967 - 68年にかけてAU13形分散式冷房装置（5台）を搭載し、低屋根化され、また4PQディーゼル発電機セットの搭載で自重が増大し、オロ11形となった。

>ナロ10形製造データ・新旧番号対照
>オロ11形新旧番号対照

### 寝台車

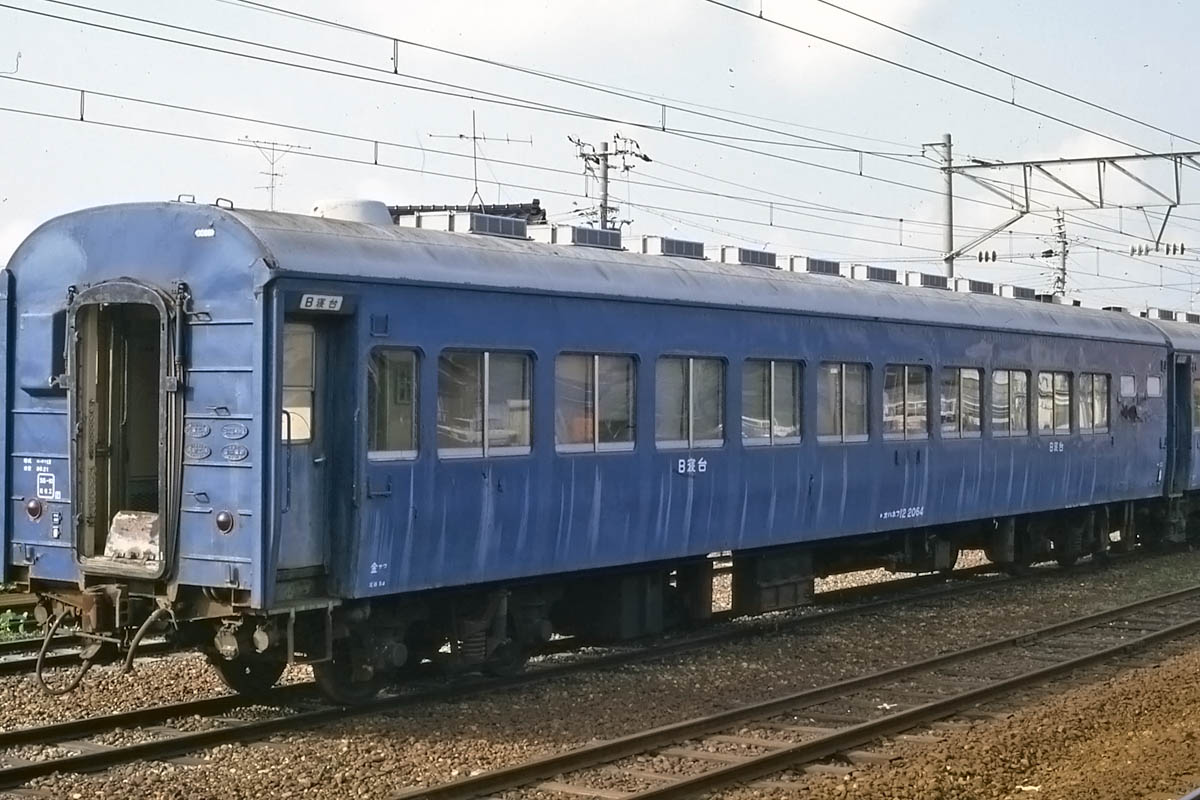
オハネフ12 2064

- ナハネ10形 - 三等寝台車 1956年  (1 - 100, 501 - 510) 
第二次世界大戦後初の三等寝台車。10系初の量産車として設計され、ナハ10形試作車で収集されたデータが完全に解析される前に見切発車で製造が開始されたため、側扉や妻板などナハ10形試作車に準じた仕様のままで設計[注釈 11]され量産されている。2.9 mの広幅および全長20 mの車体を国鉄で初採用し、連結器まで含んだ全長は20.5 mに伸びた。寝台は幅520 mm、長さ1900 mm、車両の片側に廊下を設け、枕木方向に3段寝台を向かい合わせに配置した区画とし、上下段は固定、中段を座席使用時に下げて背ずりとする戦前のスハネ31形と同様の方式で、10区画で定員60名、110両（一般型100両、北海道用500番台10両）製造。その後寝台券発券の都合上各寝台車の定員を揃える必要が生じ、1963年に寝台1区画をつぶして緩急車化されナハネフ10形に（定員は他形式同様の54名に減少）、さらに1967年から冷房化改造により自重が増大し、オハネフ12形となった。

>ナハネ10形製造データ
>ナハネフ10形新旧番号対照
>オハネフ12形新旧番号対照
- ナハネ11形 - 三等寝台車 1957年  (1 - 72, 501 - 502) 
ナハネ10形よりも給仕室を拡大し、寝台間隔を広げるなどで9区画とし定員を54名に減じた形式。74両（一般型72両、北海道用500番台2両）製造。自重の関係から最後まで電気暖房は取付けられなかった。1965年から冷房改造により自重が増大し、オハネ12形となった。

>ナハネ11形製造データ
>オハネ12形新旧番号対照

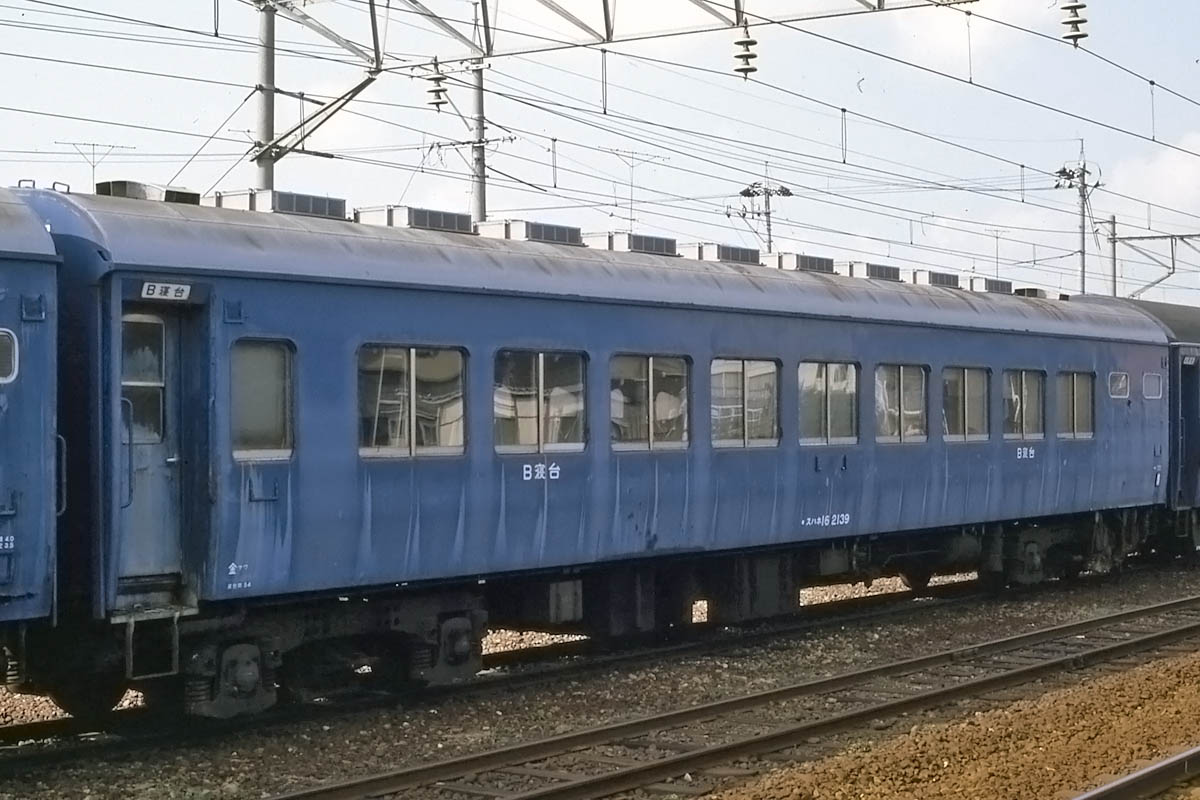
スハネ16 2139

- オハネ17形 - 二等寝台車 1961年  (1 - 2259, 401 - 2405, 501 - 514, 2601 - 624) 
主として戦前製の陳腐化した2軸ボギー式客車（一部に戦後製造の車両も含む）から台枠を流用、台車も在来型車両の台車を流用し、ナハネ11形に準じた車体を軽量構造で新製した車両。種車の台枠構造の関係で、新造車に比べて車体長が500 mm短いが、ナハネ11に比して給仕室のスペースのみを500 mm狭めることで、客室の広さは同等を維持している。寝台車需要の増強に応じて1966年までに計302両（一般型259両、種車がTR34装備車である400番台5両[注釈 12]、北海道用500番台14両、団体列車用600番台24両）が改造され、他の純新製10系客車よりも遙かに大量に製作される結果となった。車両の履歴簿上は改造扱いで、車籍は種車のものを引き継いでいる。
台車は当初、改造種車にかかわらず、一般仕様車では重いが乗り心地に優れるTR47形に交換、電気暖房装備車は種車の乗り心地が硬いが軽量なTR23形を流用した。電気暖房車は車重がややかさみ、TR47を装備すると車重が「オ」級から「ス」級に上がって、列車牽引定数の点で好ましくなかったためである。後年に0番台18両、600番台8両が電気暖房化改造された。その際、オハ47形やスハ32形と台車を交換しTR23形[注釈 13]を装着した。振替が行われた車両はそれぞれスハ43形とスハ33形1000番台に形式を変更している。さらに後年の冷房化改造でスハネ16形に形式を変更した際、車重増大で電気暖房の有無に関わらず全車「ス」級該当となったため、電気暖房車は重量増加余地が生じ、乗り心地改善のため台車がTR47形に統一された[注釈 14]。
交換元の台車はスハ43形のものを使用し、TR23形との振替が行われた車両はオハ47形に形式を変更している。

>オハネ17形新旧番号対照
>スハネ16形新旧番号対照
- ナハネフ11形 - 二等寝台緩急車 1961年  (601 - 608, 2609 - 2616) 
国鉄利用債によって製造された団体列車用のオハネ17形600番台に対応したナハネ11形の緩急車仕様。全車が600 (2600) 番台である。定員54名、16両製造。1968年に冷房改造によりオハネフ13形となった。

>ナハネフ11形製造データ
>オハネフ13形新旧番号対照

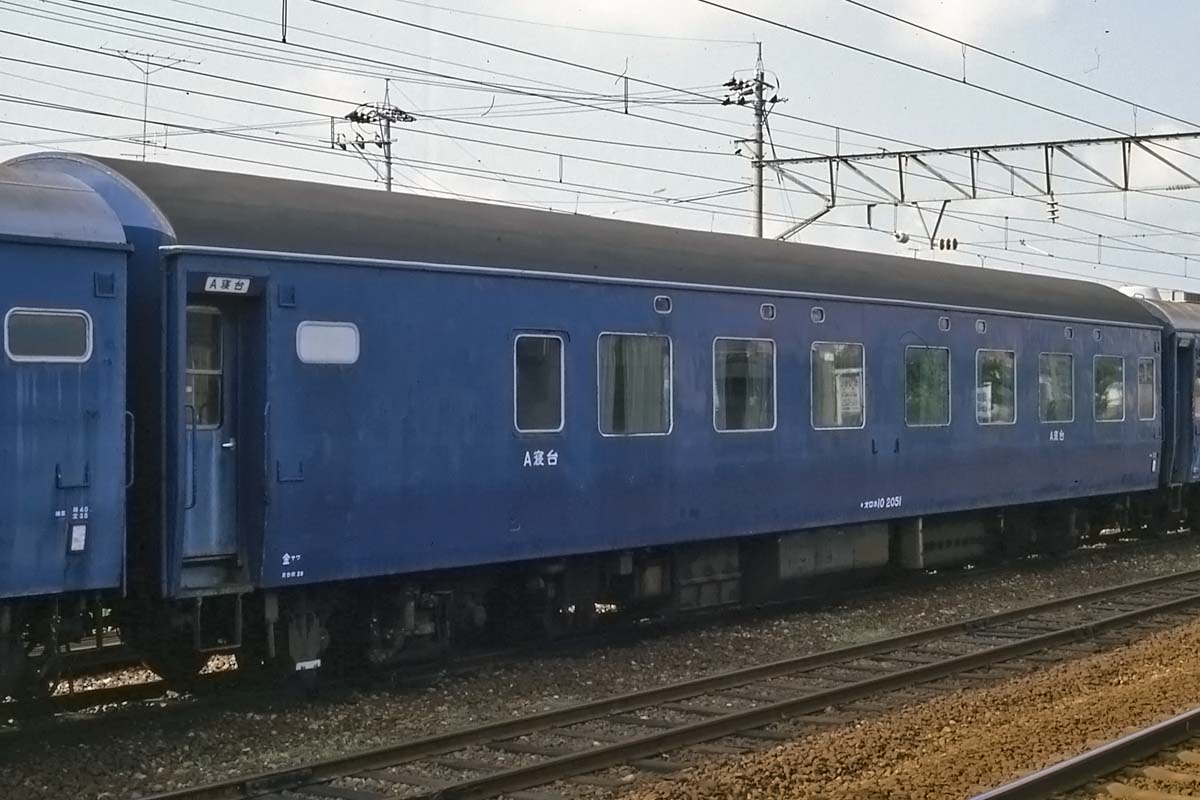
オロネ10 2051

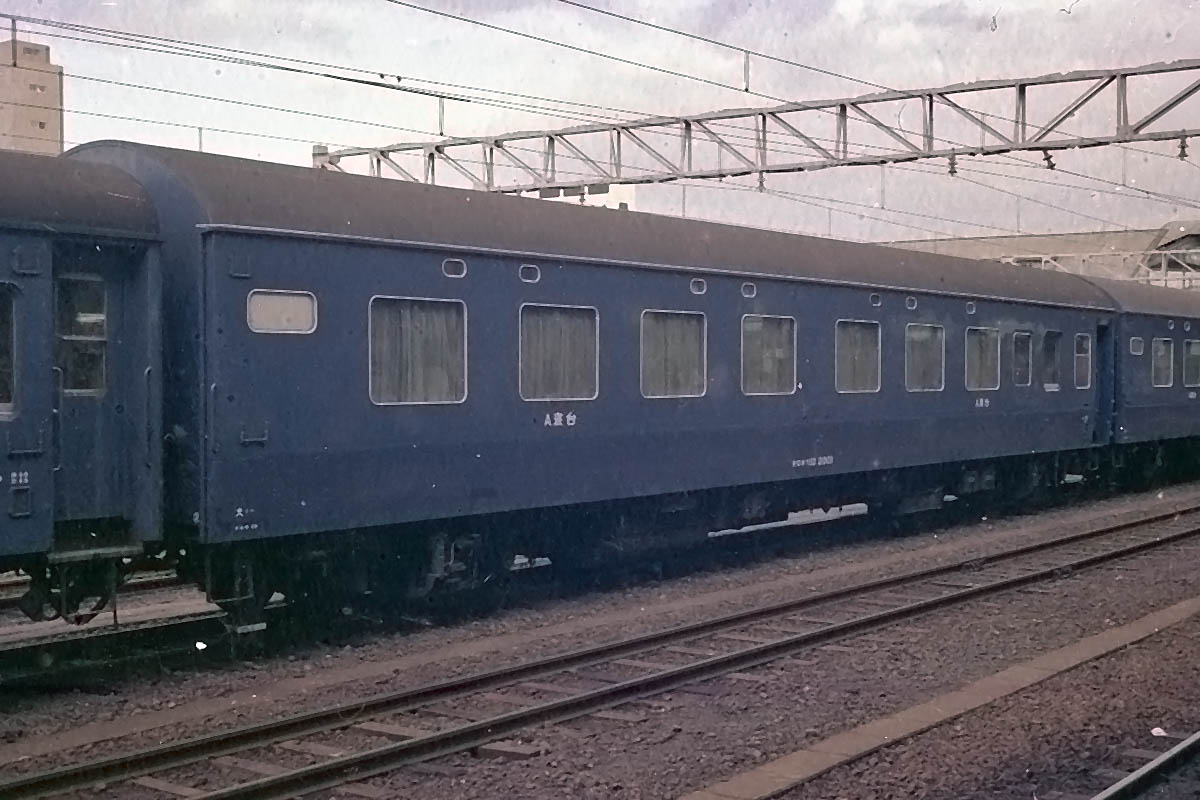
オロネフ10 2001

- オロネ10形 - 二等寝台車 1959年  (1 - 91, 501 - 506) 
非冷房で老朽化した戦前製のCロネの置き換えを目的として20系ナロネ21形をもとに開発。プルマン寝台で、新製段階から20系同様に床下に冷房装置を搭載するが、駆動電源を供給するディーゼル発電機セットを自車に搭載する必要から自重が増加し、1ランクアップの「オ」級となった。20系のTR55形台車をベースに、耐荷重上限その他を変更したTR60形空気ばね台車を装着する。定員28名、97両（一般型91両、北海道用500番台6両）製造。1969年、1974年に6両が緩急車化され、オロネフ10形となった。老朽化のため1983年6月に14系寝台車に置き換えられて廃車された。

>オロネ10形製造データ
>オロネフ10形新旧番号対照

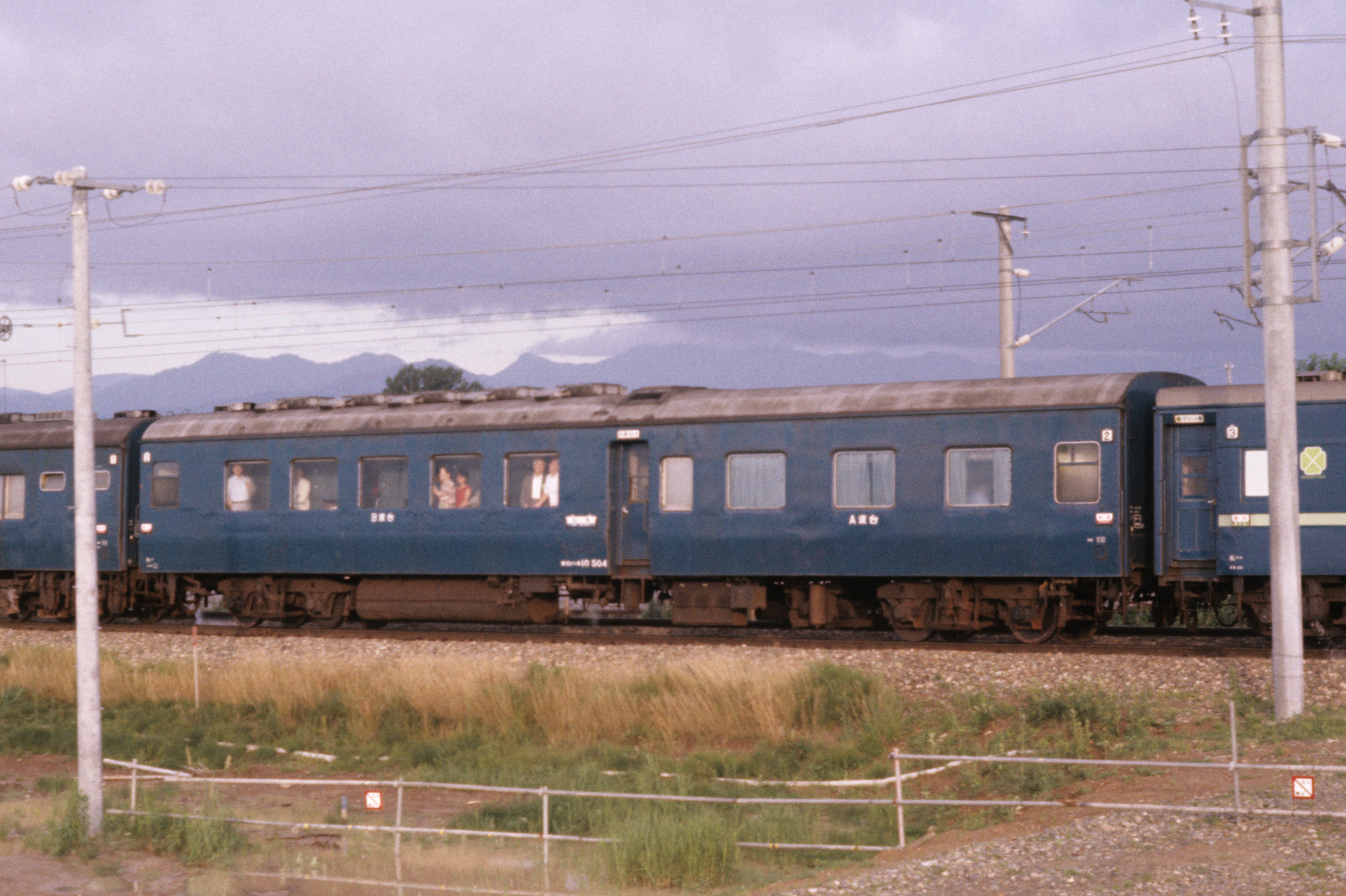
オロハネ10 504

- ナロハネ10形 - 二・三等寝台車 1958年  (1 - 9) 
勾配が多く、牽引定数の限られる亜幹線用の夜行列車に使用するための二・三等合造寝台車。車体中央部の二等室・三等室の境に出入台を設置している。定員42名（二等寝台12名、三等寝台30名）、9両製造。
二等寝台は後発のオロネ10形に比しやや簡素な内装であるが基本は同様なプルマン式配置である。当初は両室とも冷房装置を搭載していなかったが、1964年の5 - 7月に「ロネ」側に冷房装置を設置するとともに、複層固定窓化、重量増によりオロハネ10形へと改称され、二等室は「Cロネ」から「Bロネ」へ格上げされた[注釈 15]。
当初は全車が勾配区間を抱える中央本線や信越本線を通る夜行列車で運用されていたが、1963年にはナロハネ10 6 - 9が北海道地区に転属、同時に寒冷地仕様への改造を実施し500番台 (501 - 504) を付番した。
1969年から70年にかけては「ハネ」側にも冷房装置を設置し、同時に1両が北海道向けへの追加改造（オロハネ10 2 → オロハネ10 505）を受けた。オロハネ10 4 のみ設置対象から外れ、のちに新幹線工事用車両939-201形に改造されている。冷房改造後も本州に残ったオロハネ10 1 - 3と5は急行「さんべ」（米子 - 博多間）で運用されたが、1974年11月で運用を終え同年度中に廃車となった。北海道で運用されていたオロハネ10 501 - 505も1978年までに運用を終え廃車となっている。
合造車のため、客用扉上の等級表示は製造当初の三等級制時代は「2・寝台・3」、1960年7月1日実施の二等級制化では「1・寝台・2」、1969年5月10日実施のモノクラス化後は「A・寝台・B」と表記されていた[注釈 16]。

>ナロハネ10形製造データ、オロハネ10形新旧番号対照

### 食堂車

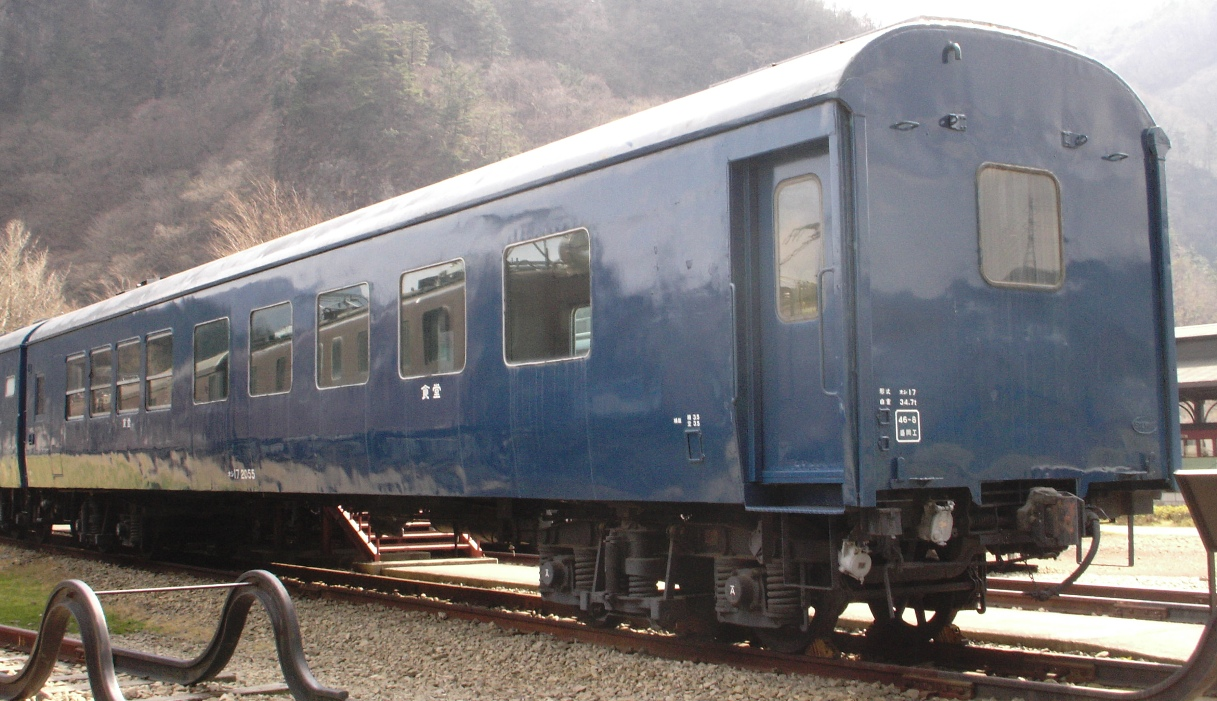
オシ17 2055（碓氷峠鉄道文化むらで保存。貫通路はオヤ17形への改造時に塞がれた）

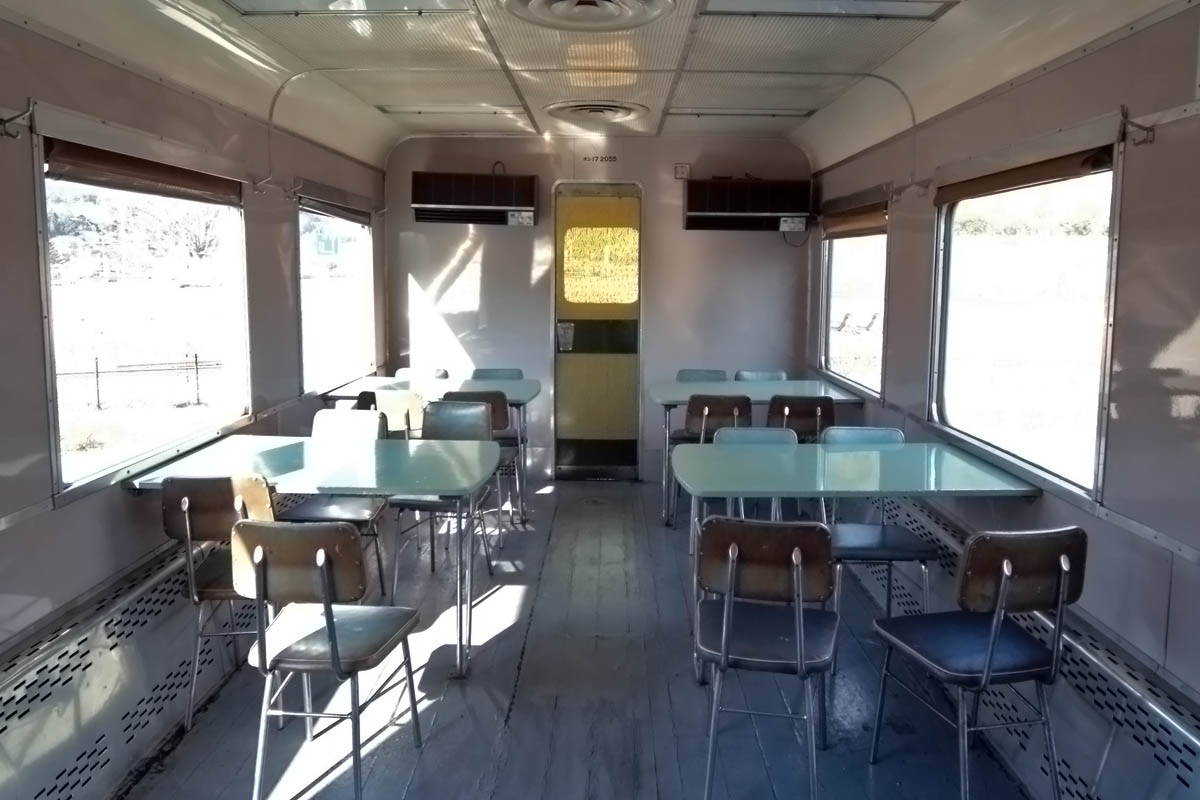
オシ17 2055 食堂室内

- オシ17形 - 食堂車 1956年  (1 - 25, 2051 - 2055) 
車幅拡大により、日本の食堂車で全テーブル4人がけ・定員40名とした初めての形式。その後の国鉄食堂車の基本構造を確立し、電車・気動車の食堂車にも大きな影響を与えた。従前の食堂車は片側のテーブルが2人がけで、最大定員30名であった[注釈 17]。
日米講和条約の発効に伴い占領軍から順次返還されつつあった展望車や食堂車など、戦前製3軸ボギー式客車の台枠を流用し、長野、高砂の両工場で車体を新製した。
4人がけ実現のため車両限界いっぱい (2,950 mm) まで最大幅を広げ、裾を絞った車体断面で、当初より床下に独立機関式冷房装置を搭載した[注釈 18]。
厨房内については、マシ36形 → カシ36形で試みられた電気レンジの失敗から、完全電化は時期尚早と判断され、マシ35形以前と同様の「石炭レンジ」[注釈 19]を搭載し、冷蔵庫も旧来の氷冷却式であった[注釈 20]。
台車は、この形式にのみ採用された新造の近畿車輛製シュリーレン式（円筒案内式）台車[注釈 21][注釈 22]であるTR53形を装着するが、唯一10については、TR53形を基本として近畿車輌で試作された空気ばね式のTR57形を装着して竣工し、来日したタイ国皇太子の乗用列車に連結された。
新製当初は、東海道本線の特急列車「つばめ」「はと」、そしてそれらに続いて東北本線・常磐線に新設された特急「はつかり」に導入されたが、1960年にこれらが電車・気動車化されたあとは全車急行列車用に転じ、増備車を含め、老朽化した戦前製3軸ボギー式食堂車の淘汰に充てられた。しかし1960年代後半には東海道新幹線の開業に伴う夜行急行の廃止、あるいは夜行急行の特急格上げに伴う20系客車への置き換えにより余剰車が出始め、1972年3月には東京 - 西鹿児島間の最長距離急行「桜島」からも連結が中止された。さらに同年11月には、本形式中の1両、2018が北陸トンネル火災事故の出火元となった[注釈 23]ことから、事故後は直ちに全車の使用が停止され、2両が教習車オヤ17形に改造された他はすべて廃車された[注釈 24]。

>新旧番号対照
- オシ16形 - 食堂車 1962年  (1 - 3, 2004 - 2006) 
夜行急行の寝台設置・解体中における乗客の待避場所とするために製造された、テーブル席とカウンター席を併設したサロン室付きビュフェ車[注釈 25]。このため当時は「サロンカー」とも称されていた。オシ17形と同様に長野・高砂工場の手になる戦前製客車からの台枠流用・車体新製車であるが、こちらの台車はオハネ17と同様に、改造種車にかかわらず、一般仕様車である1 - 3は乗り心地の改善のために種車のTR23形をスハ43形に装備し、捻出したTR47形に交換。TR23形との振替が行われたスハ43形はオハ47形に形式を変更している。電気暖房装備車である2004 - 2006は種車のTR23形を流用した。電気暖房車は車重がややかさみ、TR47を装備すると車重が「オ」級から「ス」級に上がって、列車牽引定数の点で好ましくなかったためである[注釈 14]。車体新製時から冷房付であったため、台車がTR47形に統一されることはなかった。 加熱調理器具は石炭コンロに代えて電気コンロと電子レンジが採用され、その電源として冷房用とは別に、床下にディーゼル発電機を1セット追加搭載した。だが、それでも発電容量の制約から電子レンジと電気コンロの同時使用はできなかった。この形式も急行列車の特急格上げが進んだことから、1972年3月のダイヤ改正で運用がなくなり、1973年2月までに全車廃車された[注釈 26]。

>新旧番号対照

### 郵便車

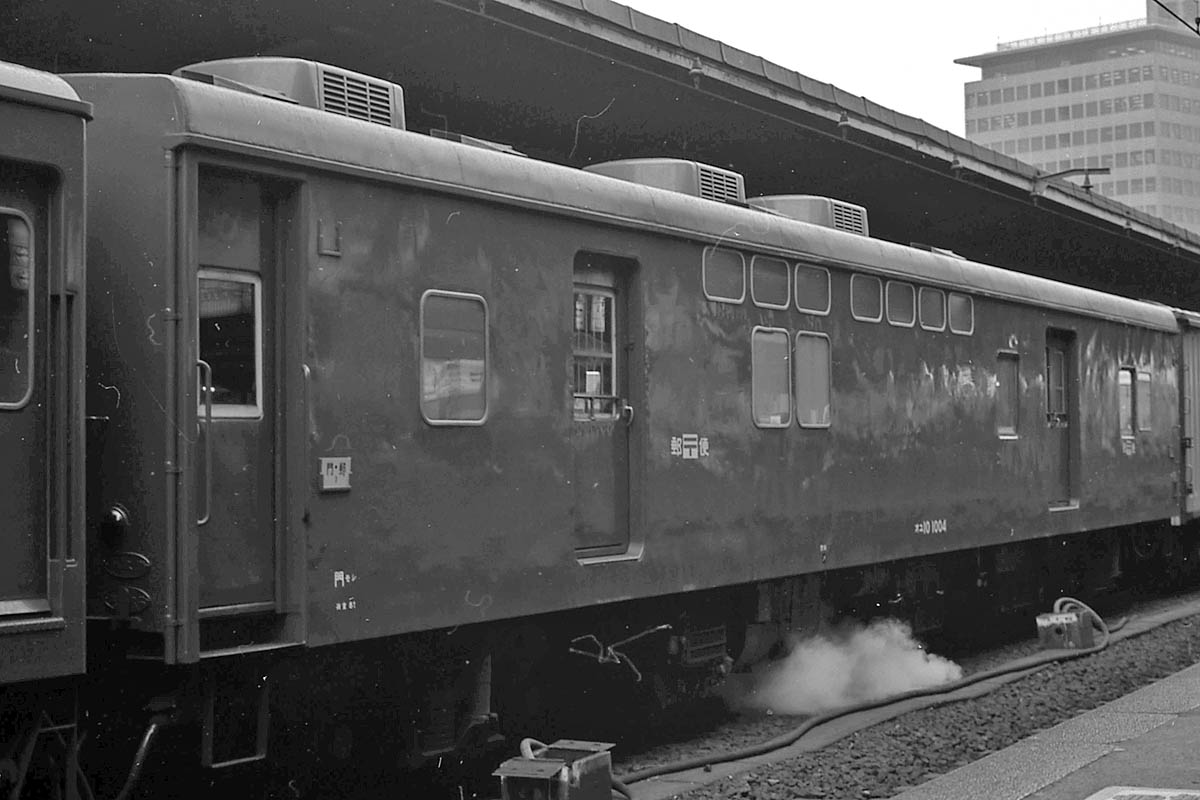
オユ10 1004

- オユ10形 - 1957年  (1 - 10, 2011 - 2039, 40 - 44, 2045 - 2058, 2501 - 2514) 
郵政省所有の区分室（扱い便）郵便車で、車内に郵便物を区分するための設備を設けている。荷重は一般仕様車で8 t（郵袋数600個）、北海道用および冷房改造車は7 t（郵袋数532個）である。車体塗色は当初はぶどう色2号、のちに青15号に変更された。
2501 - 2514 は北海道用で、耐寒装備を強化したほか、対本州運用を考慮し当初から電気暖房を併設する。後に一般車から3両が耐寒改造を実施し、2515 - 2517 として編入された。
当初は冷房装置を搭載していなかったが、作業員の発汗による郵便物の汚損対策として、1972年から冷房取付が開始された。改造は屋根高さを下げて分散式ユニットクーラーを3基搭載するもので、蒸気暖房のみの5両は1000番台 (1001 - 1005) を付番、一般形に耐寒改造と電気暖房取付を行った33両は2550番台 (2551 - 2583) を付番した。北海道仕様の 2501 - 2517 は1976年 - 1978年に冷房取付され、2520番台 (2521 - 2537) を付番している。

>製造データ、新旧番号対照

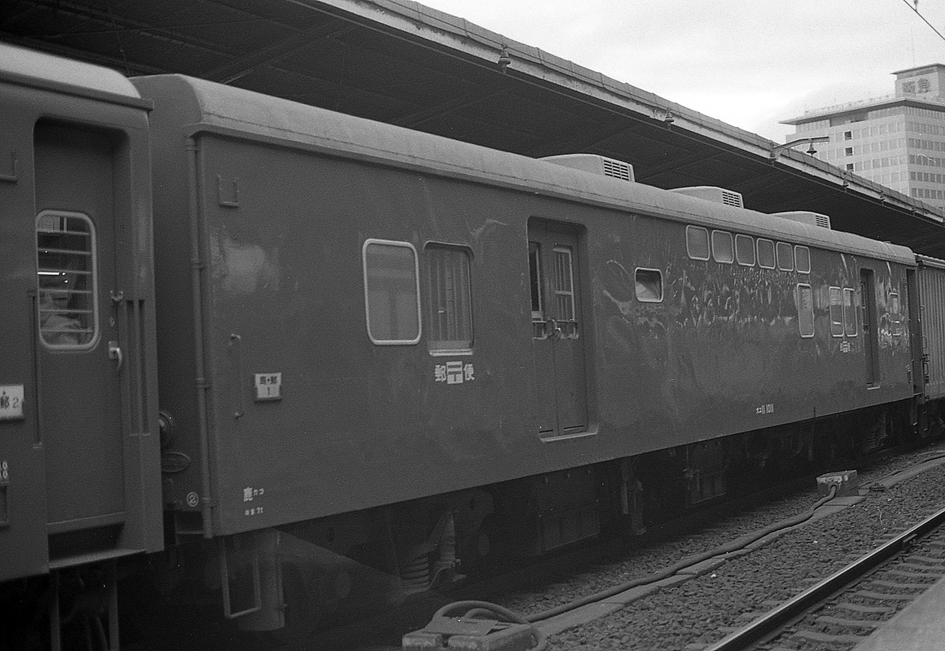
オユ11 1000番台（1983年、大阪駅）

- オユ11形 - 1957年  (1 - 11, 101 - 105) 
区分室付郵便車で、オユ10形に比べて区分室を拡大したため別形式とされたものである。荷重は7 t（郵袋数532個）である。新製後は東京 - 門司間に限定運用された。車体塗色は当初はぶどう色2号、のちに青15号に変更。
100番台は1971年製の新製冷房車で、1 - とは当時新製中の12系に準じた車体形状や、区分室採光窓の形状などが異なる。1982年に北海道運用可能に改造され、2501 - 2505 を付番した。
1 - 11 についても1972年から冷房改造が実施され、1001 - 1011 に改番された。新製冷房車は屋根に分散式冷房装置を4基設けるが、改造冷房車はオユ10形と同様の3基設置である。

>製造データ、新旧番号対照
- オユ12形/スユ13形 - 1958年  (1 - 4, 20 - 28, 33 - 35/2005 - 2019, 2029 - 2032, 2036 - 2039) 
区分室を持たない護送便専用郵便車である。オユ12形は蒸気暖房設備のみ。電気暖房の設置で自重が増え「ス」級にランクアップした車両がスユ13形に形式区分される。換算両数を「オ」級に収めるため、オユ12形の荷重は12 t（郵袋数906個）とされたが、スユ13形については制限がなくなったことから、荷重13 t（郵袋数977個）とされた[注釈 14]。電気暖房設備の設置・撤去により、実際に形式が変更（オユ12形⇔スユ13形）となった車両もある[注釈 27]。車体塗色は当初はぶどう色2号、後に青15号に変更。

>製造データ、新旧番号対照

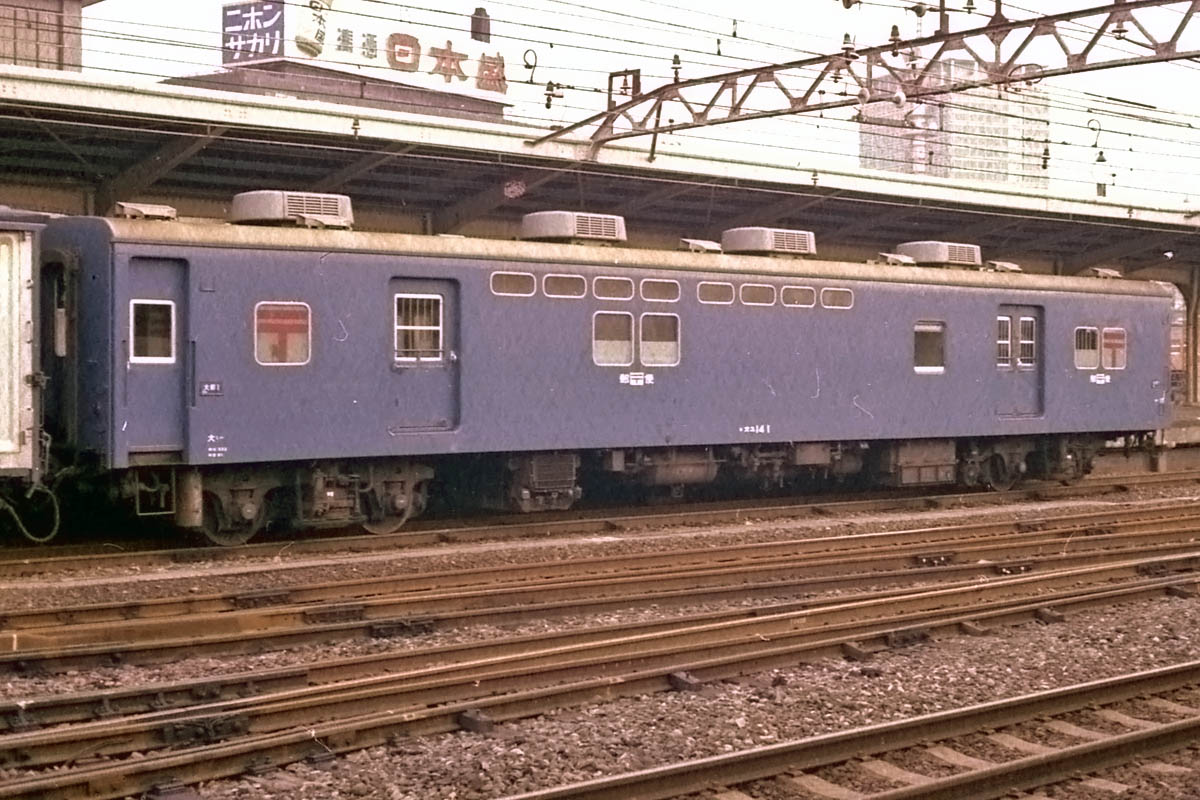
オユ14 1

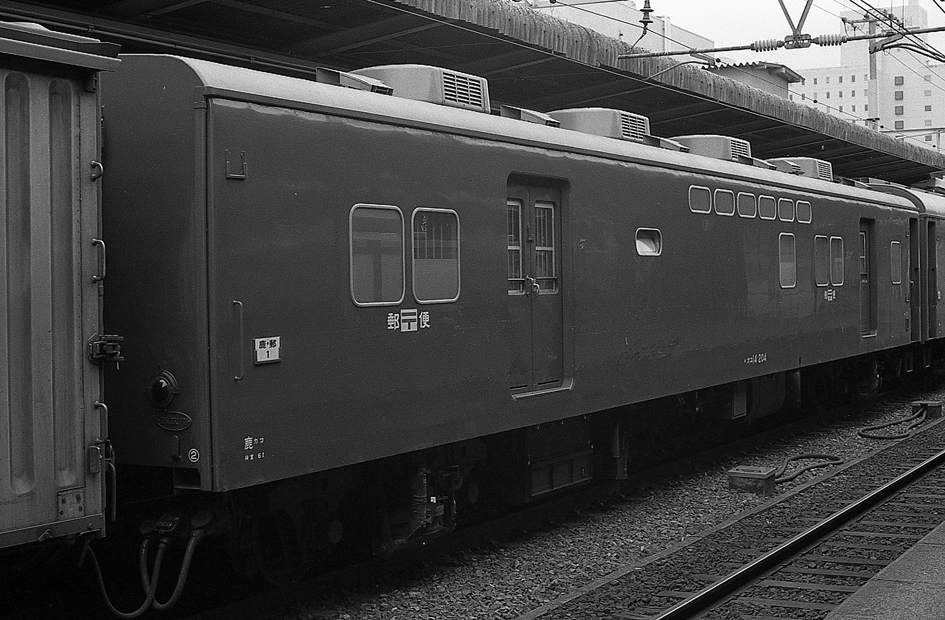
オユ14 204（1984年、広島駅）

- オユ14形/スユ16形 - 1972年/1973年  (1 - 4, 201 - 205/2001 - 2013, 2201 - 2207) 
オユ14形は区分室付郵便車で、オユ11形の後継として新製されたものである。車体そのものはオユ11 100番台とほぼ同形である。台車は空気ばねのTR217形で、最高運転速度110 km/hに対応しており、走行性能的には14系客車に準拠している。スユ16形は、オユ14形に電気暖房装置を取付けたものである。オユ11形に準じた構造のものを第1種 (1 - /2001 - ) 、東京 - 門司間の拠点間輸送に適合した構造を持つものを第2種 (201 - /2201 - ) として区分している。荷重は自重増により6 t（郵袋数532個）である。冷房装置は全車が新製時より搭載。車体塗色は青15号。

>製造データ

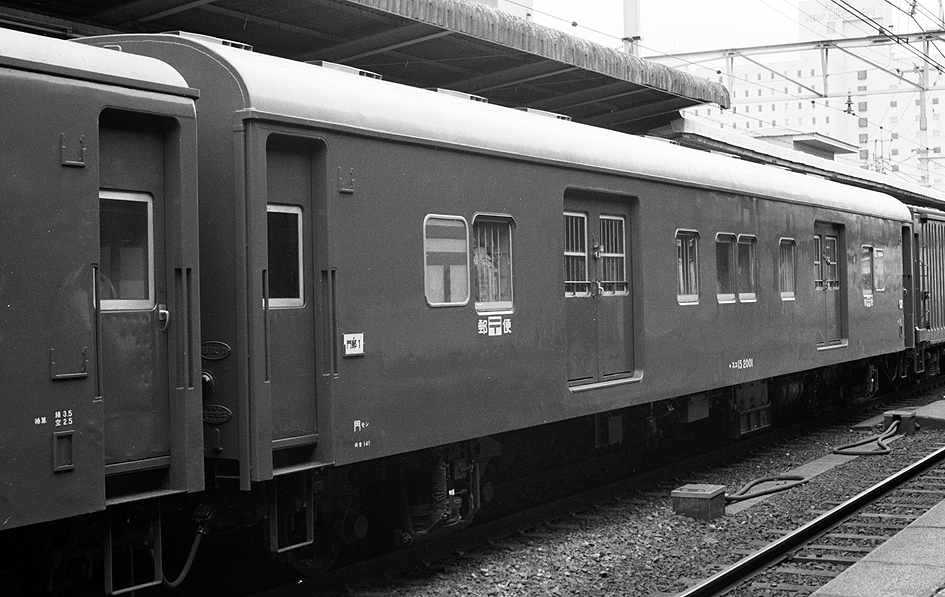
スユ15 2001（1984年、広島駅）

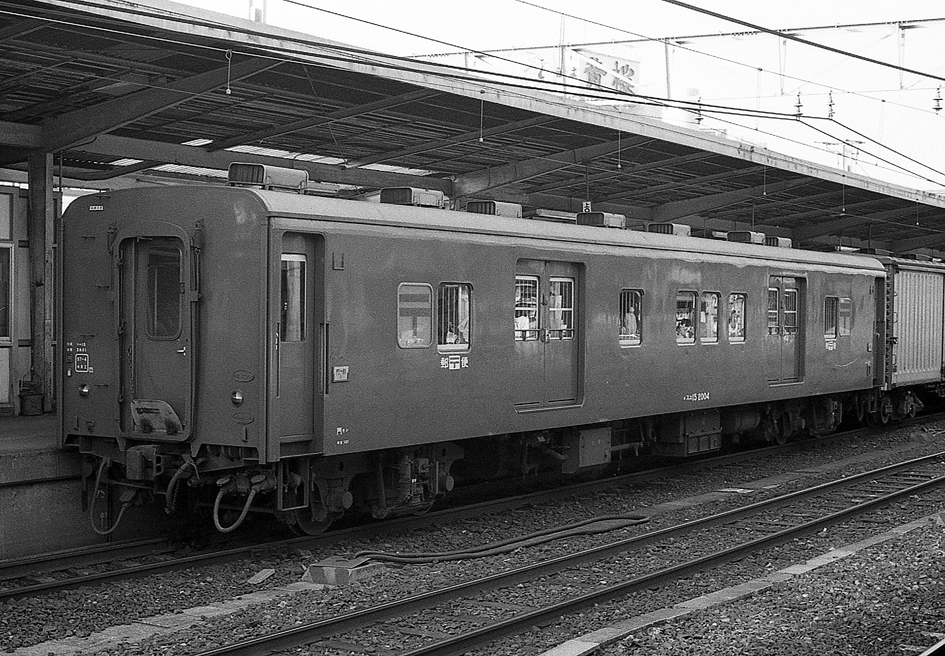
スユ15 2004（1984年、岡山駅）

- スユ15形 - 1973年  (2001 - 2039) 
最高運転速度110 km/hに対応するスユ13形後継の護送便専用郵便車で、事故で焼失し廃車となったスユ43形の補充として、1973年に1両 (2001) がオユ12形に準じた車体で製造後、車体構造を14系客車と同様に変更した量産車 (2002 - 2018) が1978年から製造された。1981年以降の新製車 (2019 - 2039 )は、車体構造を50系客車と同仕様に変更している。2001の荷重は14 t（郵袋数985個）であったが、2002以降は中央の乗務員室が拡大され、荷重は13 t（郵袋数977個）に変更された。台車は全車がTR217を装着する。車体塗色は青15号。

>製造データ
郵便車は、1986年に鉄道郵便輸送が廃止されたため、すべて現役を退いている。スユ15形の最終ロットは1982年（昭和57年）10月落成の2028 - 2039であり、1986年（昭和61年）10月から1987年（昭和62年）1月にかけて廃車され、わずか4年ほどの活躍にとどまった。

### 荷物車
- カニ38形 - 1959年  (1) 
駅での荷役作業時間の短縮を目的として、占領軍から返還されたマハネ29 12の台枠・台車（TR71形）を流用して設計され、大井工場で改造された試作荷物車。通常の10系客車と比較して、積車重量が4ランク上の「カ」（超重量級）で、厳密には10系の区分から外れるが、車体の基本構造と断面形は10系のそれを踏襲しており、2.3 m幅の巻上式シャッターを5台並べた、特徴的な側面レイアウトを持つ。品川客車区に配置され、同区所属の急行列車で試験が実施された。
荷物車としての後半は、主として急行「安芸」に連結して運用されたが、開口部の大きいその構造を生かし、大型美術品輸送に使用される機会も多く、特に奈良の寺院と東京の美術館の間で仏像が貸出・返却される場合には、日本通運の荷扱いで急行「大和」に併結して運用された。
パレット式荷物車であるスニ40・41形の実用化でその役割を終え、1969年（昭和44年）に救援車へ用途変更されてスエ38 8となった（後述）。

### 職用車
- 939-201形 - 工事車 1972年
浜松工場でオロハネ10 4から改造された宿泊用の工事車。
旧A寝台室は12人分の寝台を持つ休憩室とし、他の部分は機材室とし、発電機、準備室、流し台、シャワー室、資材置場、推進運転時の前方監視室などを設置し、台車をTR8006Cに換装した。
車体塗色は、黄5号に青20号の側帯を窓上と窓下に1本ずつ巻いていた。1983年に廃車となった。

>新旧番号対照
- オヤ10形 - 工事車 1974年  (1 - 3) 
オロネ10形から改造された宿泊用の工事車。車体塗色はぶどう色2号。
1、2は名古屋工場において改造した車両で、東京第二工事局三島操機区に配属され、オヤ41形と組んで使用された。外観は切妻形で、種車時代とあまり変化がないが、オヤ41形に冷風を送るためのダクトが妻面貫通扉上部に付いているのが特徴。また末期には、従来の固定窓からユニットサッシによる2段窓に改造された。車内は通路の両側に畳敷きの2段寝台3組、12人分が用意された寝室、事務室、折り畳みテーブルが窓際に備え付けられた食堂、調理室からなる[5]。
3は小倉工場において改造した車両で、鳥栖のレールセンターで単独で使用された。こちらは種車の2段A寝台を4組、16人分残し、厨房と一体化した食堂やシャワー室が設置されている[6]。

>新旧番号対照
- オヤ17形 - 教習車 1974年  (1, 2) 
土崎、新津の両工場でオシ17形から改造された教習車。外観、室内は2両で異なっていた。
1は旧休憩室部分に出入口を追設し、旧厨房側の妻面に運転台用の3枚窓が設けられていた。室内は講習室、高圧機器室、シミュレータ運転台で構成されていた。
2の外観は種車時代とあまり変化がないが、室内は旧厨房側寄りからEF81形電気機関車のシミュレータ運転台を設置していた訓練室、講習室、信号取扱室、車掌室で構成されていた。
2両とも種車の冷房は撤去されていたが、室内に据置形クーラーを設置していた。車体塗色は1がぶどう色2号、2が青15号に黄1号の側帯を窓上と窓下に1本ずつ巻いていた。1987年に廃車となった。

>新旧番号対照
- ナヤ11形 - 教習車 1976年  (1, 2, 3) 
郡山、新津の両工場でナハフ11形 (1, 2) とオロネ10形 (3) から改造された教習車であった。
1･2の2両は水戸に配置され、交直流電車の教習用車両として水戸鉄道学園で使用された。車端部には運転台のシミュレータが設置されたため、外観は大きく変化している。
3は広島区に配置され、電気機関車の教習用として使用された。外観は種車時代とあまり変化がない。また冷房機は撤去されている。
車体塗色は、3両ともに青15号に黄1号の側帯を窓上と窓下に1本ずつ巻いていた。1987年に廃車となった。

>新旧番号対照

### 試験車
- マヤ10形 - 1968年  (2001) 
日本車輌で製造された車両性能試験用の試験車。この種の試験車にはマヤ38形（0番台）があったが車両の内外とも老朽化が激しく、また新しい技術を導入し速度や牽引性能を高めた車両には対応できなくなったことから製造された。
外観は、10系客車をベースとして12系に準じた軽量構造の広幅車体が採用され、電化区間以外へも回送での運転等を考慮し入線線区を広げるため第1縮小限界で設計されており、屋根は、交直流関連機器を載せるため、1/3が低屋根構造になっている。低屋根部分には電源用パンタグラフ、避雷器、交直流切り替え器、遮断器等各種交直流機器が搭載されて交直流いずれも集電が可能な構造となっている。パンタグラフからの電気で車内電源の40 kVA電動発電機を駆動し、屋根上に搭載されたAU12S形ユニットクーラー4基といった冷暖房機器には直接給電、照明や計測機器の電源としては静止インバータや予備の蓄電池を介して供給されている。測定装置はF級機関車の牽引・粘着試験に常時使用されるものを主体に装備しており、車端部には被測定車輌に設置した各種計測機器からのケーブルを接続するための端子が多数用意されている。ブレーキは中継弁付電磁自動空気ブレーキとし、台車も架線検測車たる495系電車に使用されたDT-37Xの付随車版といえる軸ばり式高速台車TR206を採用しており、これによって最高速度は120 km/hに抑えられているものの、その一方で一般形客車や20系客車の他、国鉄において汎用の一般貨車、コキ10000系やレサ10000系といった高速貨車との連結運転が可能となっている。車体塗色は、青15号に黄1号の側帯を窓上と窓下に1本ずつ巻いていた。
完成後は1968年（昭和43年）10月1日ダイヤ改正前に行われた20系客車および10000系貨車の牽引試験、EF66形、EF81形、ED78形、EF71形の性能試験に始まり、その後も電気機関車のブレーキ性能や誘導障害といった各種試験に供されたが、1980年に新製されたEF64形1000番台の性能試験後は使用されることも減り、1986年9月に奥羽本線で行われたED79形の試運転を最後に運用を離脱し[7]、翌1987年に廃車された。

>製造データ
- スヤ11形 - 1970年  (2001) 
マヤ10形に続き日本車輌で製造された電気機関車・ディーゼル機関車・客車・貨車の強度振動試験用試験車。列車の高速化により営業用車両に直接機器を積んで行う性能試験は運転上の制限が増え、計測機器の準備にも問題があったことから専用の試験車として開発された。
外観は12系客車を元にしているが車体幅は狭く、側面にはマヤ34形と類似する観測用の出窓、また機器の積み下ろし用扉が設けられた。計測機器は車両各部の応力や荷重、振動加速度に変位、車輪への横圧、輪重に脱線係数の測定を主体とし、ひずみ計や温度記録計を備えるほか、速度や走行距離を計測するためのパルス発生装置、台車や車輪の状態を観測するテレビカメラに各種データ処理用のコンピュータを搭載、車端部には被測定車からのケーブルを接続するための端子が設けられた。これらの計測機器の電源としては床下にディーゼル発電機が備えられ、屋根上のAU13A形ユニットクーラー（5基）といった冷暖房設備の電源も兼ねている。台車は高速性能を高めるため新幹線0系電車に使用されたDT-200を元にしたIS式軸箱支持、ディスクブレーキ使用の高速台車TR221を採用しており、これによって設計上の最高速度は150 km/hとしている。なお、本車の車輪は車輪横圧・輪重測定のため1位軸と4位軸が特殊断面のスポーク車輪となっていた。
完成後は1970年4月・5月に車両試験台を用いて最高170 km/hまで定置状態での速度試験を行い、6月には本線上で110 km/h運転試験・曲線通過試験を実施し走行性能を確認、同年に新製されたDE50形の性能試験から強度振動試験車としての運用を開始した。その後は車両性能試験以外にも狩勝実験線で脱線現象の研究に利用され、1987年に廃車された。

>製造データ

### 救援車
- スエ38形 - 1969年  (8) 
大宮工場でカニ38形から改造された救援車。
改造後は佐倉客貨車区に配置されて待機していたが、同区廃止に伴い1981年に廃車され、解体処分されている。
なお、該当車両は1両 (8) のみ。他に7両 (1 - 7) が存在したがオハ31系に属する。
国鉄オハ31系客車#救援車のスエ38形の項目も参照。

## 運用

### 導入・全盛期
10系客車は1955年から1965年まで製造され、座席車・寝台車をはじめとして多数の派生形式が生まれた。ただし、動力近代化計画によって昼行客車列車を将来廃止する方針を表明したため、座席車の製造は1959年で中止されて両数も300両止まりとなった。一方、戦前以来の復活となった三等寝台車は、利用者から大いに歓迎され、引き続き大量に増備された。
初期には、二等座席車と食堂車が特急『つばめ』・『はと』に導入されたほか、新設の「かもめ」には二・三等座席車が、「はつかり」には二等座席車と食堂車がそれぞれ導入された。その後も急行列車を中心とする優等列車に多数導入され、気動車導入が最優先とされ新製配置が実施されなかった四国を除く、全国の主要路線で幅広く導入された。
特に信越本線には、牽引定数が換算36両 (=360 t) と非常に厳しい制約のあるアプト式区間（碓氷峠）での輸送力増強を目的に重点配備され「在来車3両分の牽引定数で4両連結できる」軽量設計の強みを最大限に発揮し、同線の輸送力強化に大きく貢献した。

### 欠陥の露呈
しかし、極度に軽量化に徹しすぎたために短所も生じた。軽量車体に見合わないセッティングの台車ばねによる振動・動揺の大きさはその最たるものである。また断熱・保温が構体内に吹付けられたアスベストのみに依存し、窓も大型であるため、内装に木材を多用し窓も小さい従来型客車と比較して保温性が悪かった。
さらに1970年代以降、薄い鋼板を採用したことによる外板の状態の劣化や、寝台車における一段下降窓が裏目に出て車体下部の腐食が急速に進行、製造から10年あまりで老朽化が目立つようになった。国鉄の労使紛争により保守環境が悪化したことも、状態の悪化に拍車をかけた。
1971年10月、山陽本線を走行していた急行「雲仙」の座席指定車として使用されていたナハ10形の洗面台から出火し、火元の車両を含む3両が焼失する事故が発生した。この時は屋外での火災だったが、逃げ遅れた乗客1名が煙に巻かれて窒息死した。しかし、この時点では車両に対しての火災対策は、洗面所くず物入れの金属化など軽微なものにとどまった。
1972年11月、北陸トンネル火災事故が発生し、死者30名の大惨事となった。当初、出火原因が10系食堂車オシ17形の石炭レンジにあったとされたため、事故後、当時急行列車用として残存していたオシ17形はただちに営業運転から外されたが、検死の結果、全員の死因が一酸化炭素中毒による中毒死であることが判明し、前年の事故とともに、可燃性かつ有毒ガス発生の危険がある合成樹脂材を10系客車の内装材に多用していることによる防災面での不備が問題視された。
国鉄では、狩勝実験線での走行試験を含め、実車を使用した火災試験を数度に渡り実施し、現状の内装では火災が広がる可能性が高いこと、また火災対策を実施した車両の、防火性の高さが確認されたため、合成樹脂材からアルミ化粧板への取替えなどの難燃化工事が実施されたものの、急行列車の特急格上げおよび電車・気動車化、さらには新幹線の延伸による急行列車自体の廃止などによってスハ43系客車に余剰が発生したことから、座席車の多くは未施工のまま廃車された。

### 晩年

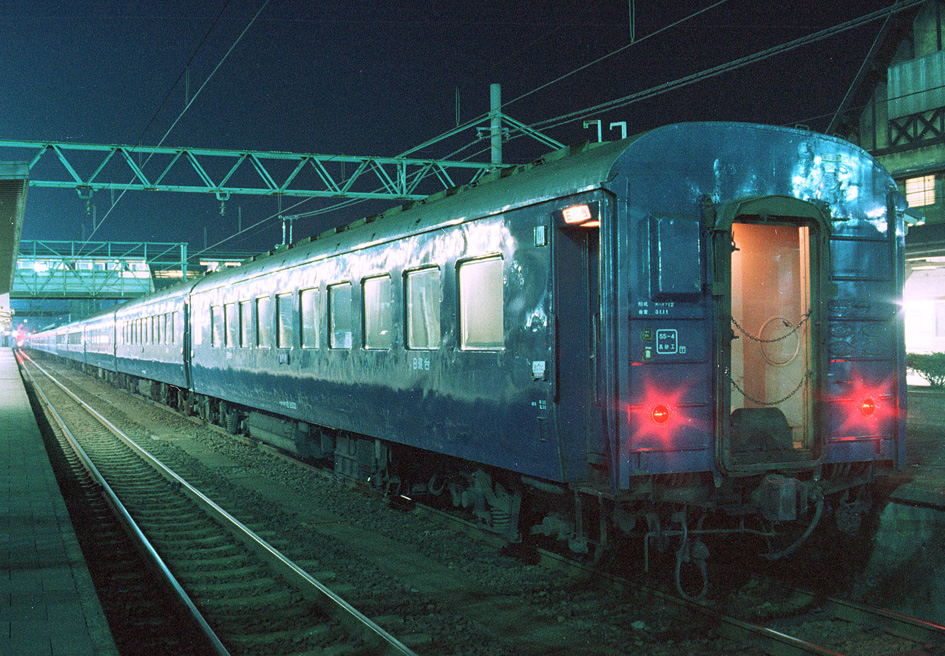
オハネフ12 2033

座席車については、空気ばね台車と冷房装置付きの12系や14系座席車の急行列車への使用が進んだ1970年代中盤には急行列車運用から撤退し、オロ11形など西日本地区の電気暖房のない車両を中心に廃車が進められた。残された車両は、もっぱら普通列車を中心に使用されたが、それも客車の根本的近代化を図った50系客車に追われる形となり、転用もままならず各地の駅構内や車両基地に長期間留置されることとなった。
一方寝台車については、1975年（昭和50年）3月の山陽新幹線全通によるダイヤ改正での急行列車の廃止や特急への格上げにより、電気暖房がなく転属の困難な西日本地区所属車から廃車が開始された。さらに翌1976年（昭和51年）からは、格下げされた20系によって置き換えられたが、電気暖房の必要な列車については適当な代替車もないことから、結局東北新幹線・上越新幹線の大宮暫定開業に伴う1982年（昭和57年）11月15日ダイヤ改正まで急行列車に使用され、普通列車の寝台車として使用された車両も、山陰本線夜行「山陰」運用を最後に1985年（昭和60年）3月14日ダイヤ改正で完全に運用を退いた。前身となる60系やスハ43系等の旧型客車がJRに若干数が承継され、観光列車やイベント用として使用される一方、本系列のJRへの承継は2両に留まり（しかも旅客輸送用としては使用されなかった）、私鉄・第三セクター鉄道への譲渡も行われなかった。
その後は、ナハフ11形2両のみ（2021・2022）事業用車代用（控車）として東日本旅客鉄道の尾久客車区に車籍を残していたが、これらも1995年（平成7年）11月1日をもって除籍され、10系客車は日本の営業路線上から完全に姿を消した。

## 保存車

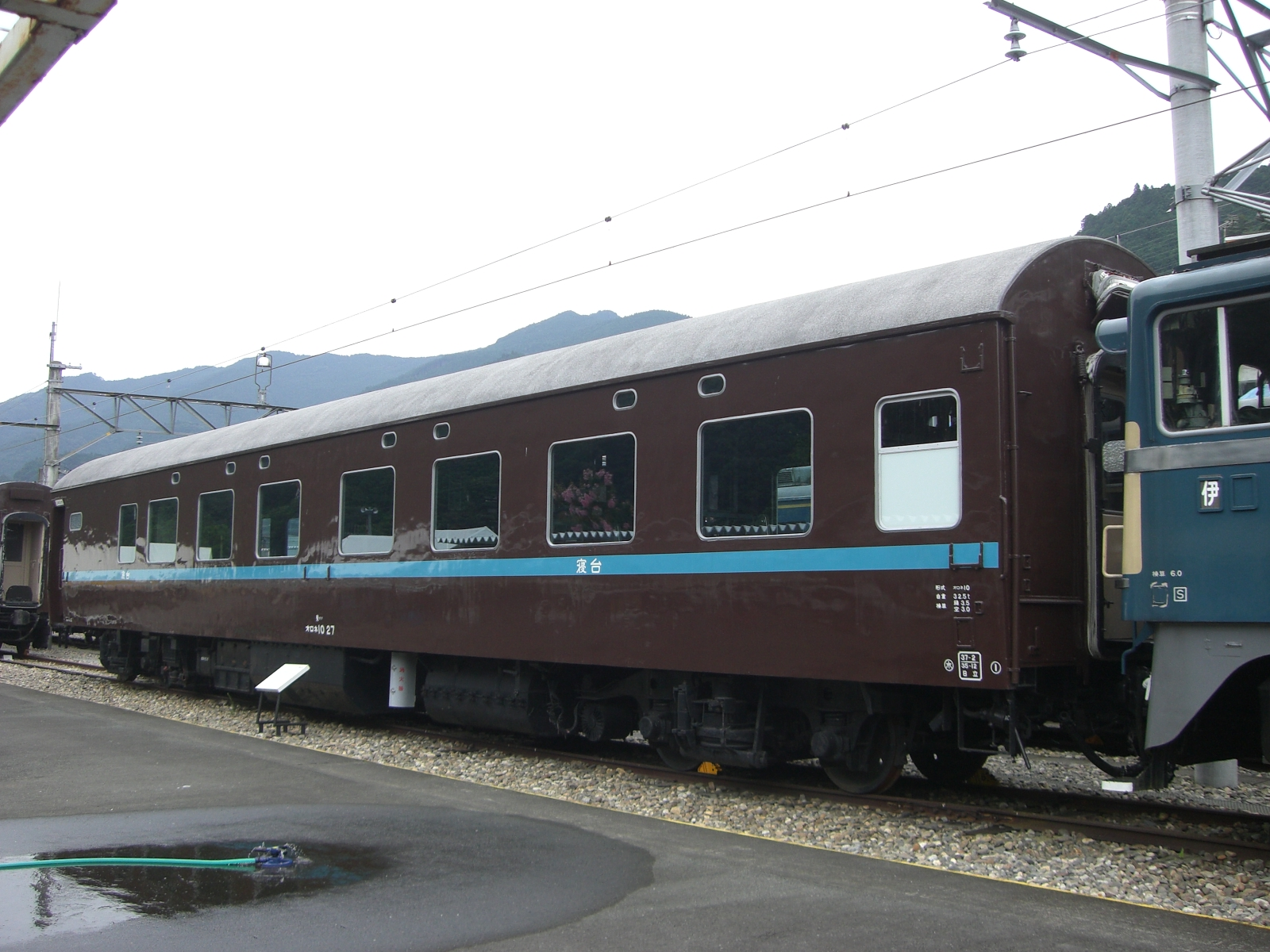
オロネ10 27
（佐久間レールパーク）

| 番号                                      | 所在地                                               | 備考 |
| ----------------------------------------- | ---------------------------------------------------- | --- |
| スユ15 2033                               | 北海道北見市常盤町 オホーツク鉄道歴史保存会          | |
| オロネ10 502 スハネ16 510                 | 北海道網走郡津別町字共和572 21世紀の森キャンプ場     | かつては宿泊施設として使用されていた。 |
| ナヤ11 1                                  | 福島県いわき市好間町大利戸作田 軽食&喫茶とさくだえき | 飲食店店舗として利用されていたが閉店し、放置されている。 |
| ナヤ11 2                                  | 福島県いわき市小川町高萩字小路尻 磐越東線小川郷駅前  | 車体が半分に切断されたうちの連結面側 |
| ナハフ11 1 オシ17 2055 オハネ12 29        | 群馬県安中市松井田町横川 碓氷峠鉄道文化むら          | オシ17 2055はオヤ17 1の塗装と標記のみ復元したもので、貫通路がふさがれているほか、シミュレータ運転台やパンタグラフも残っている。                                               |
| オロネ10 88 オロネ10 90 オロネ10 91       | 群馬県吾妻郡嬬恋村大字鎌原 紀州鉄道軽井沢ホテル      | 車番は消されている。 |
| オユ10 2555                               | 東京都国立市西2丁目18−4 日本郵政中央郵政研修センター | |
| オユ10 2565                               | 石川県七尾市中島町浜田 のと鉄道能登中島駅            | 当初は能登線の甲駅に保存されていたが、能登線廃止を前にした2004年11月に当駅に移設された。                                                                                      |
| オロネ10 27                               | 愛知県名古屋市港区金城ふ頭3丁目2-2 リニア・鉄道館    | オヤ10 2を外装のみ復元し、佐久間レールパーク開園時より展示していた。2009年に佐久間レールパークが閉園したあと、当地への移設前にオロネ10 2085の部品を使用して内装も復元された。 |
| 保存後に解体された車両                    |                                                      | |
| オロネ10 2058 オロネ10 68                 | 北海道深川市一已町一已1863 深川市桜山公園            | 1975年、当時の桜山温泉パラダイスにC58 97やナシ20 7とともに設置されSLホテルとして使用された。解体年月不明。                                                                    |
| オヤ10 1                                  | 群馬県桐生市 桐生駅構内                              | 廃車後新前橋駅構内に保管されていたが、後に同駅へ移動。解体年月不明。 |
| オロネ10 89                               | 富山県滑川市東福寺野41 東福寺野自然公園              | D51 260などと共に保存されていたが、2000年頃に機関車を除き解体された。 |
| オロネ10 2083 オロネ10 2085               | 新潟県魚沼市西名新田 守門（すもん）温泉青雲館跡      | リニア・鉄道館のオロネ10 27に部品提供した後に解体された。同じ場所には29657蒸気機関車も保存されていたが、2022年10月頃に解体。                                                  |
| スハネ16 2028 スハネ16 2606 スハネ16 2619 | 滋賀県犬上郡多賀町 多賀SLパーク                      | 1995年12月23日解体 |
| オロネフ10 1 オロネフ10 2 オロネ10 30     | 大分県湯布院町 由布院ねむの木キャンプ場              | 解体年月不明。 |

## 海外輸出車両

### タイ国有鉄道

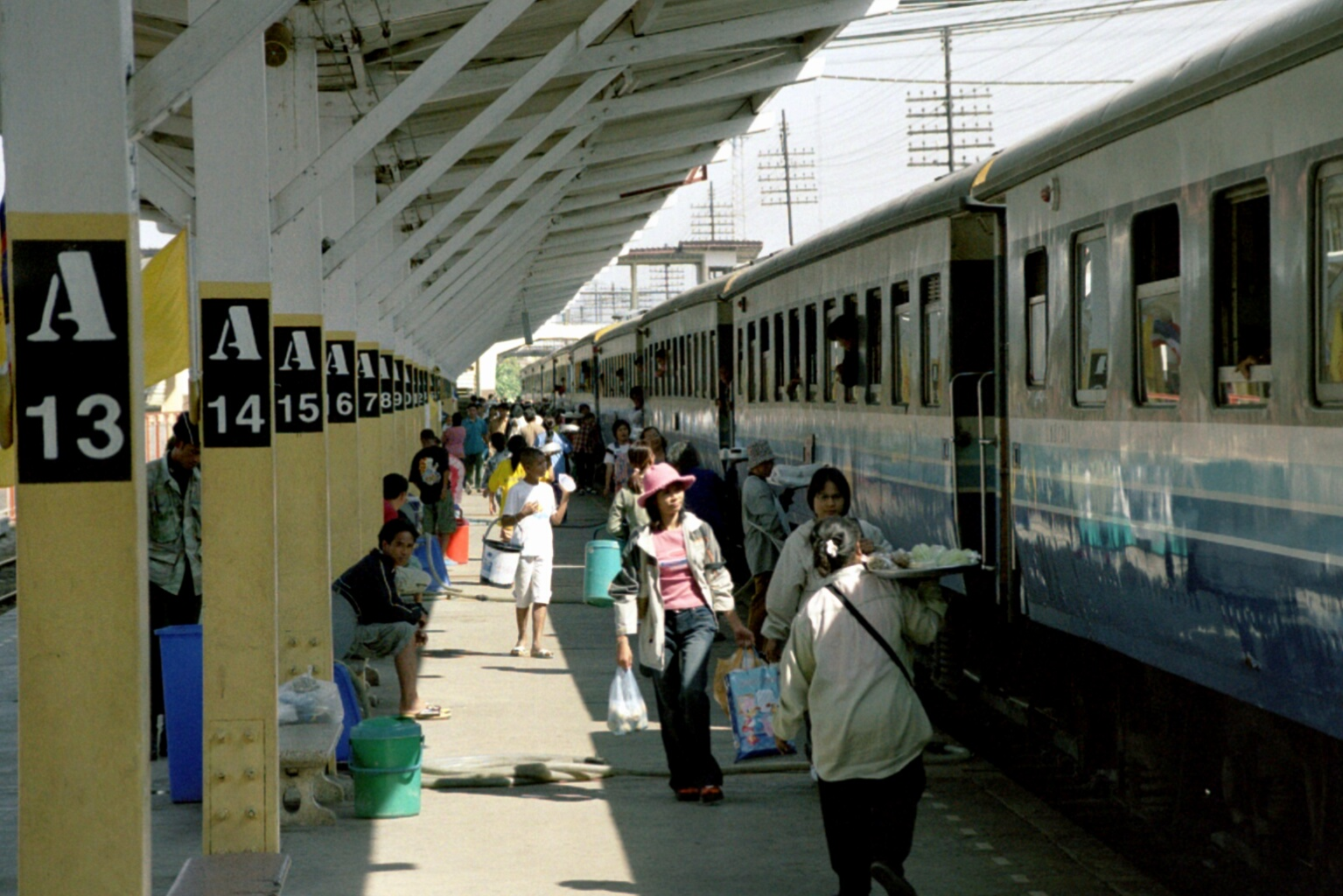
軽量三等座席車を使用したタイ国鉄の旅客列車

タイ国鉄では、1940年代の終わりより日本の鉄道車両メーカーより多数の客車を輸入していた。これらは、日本国鉄の43系客車などを基礎としつつ、タイ国鉄独自の建築限界に適応した設計となっているが、1960年代中頃から輸入された車両については、基礎となる車両が軽量化技術を取り入れた日本国鉄の軽量客車（本形式10系列）に変更されている。1970年代からは、タイの輸入代替工業化の進展を図る観点より、同国内において車体の製造および組み立てを行うことが決定。日本からの台車・台枠の提供により、1984年頃までタイ国鉄自社のマッカサン鉄道工場にて多数の同型車が増備された。二等寝台車、三等座席車、荷物車ほか複数の種類があり、これらの車両の主な特徴は次のとおり。
- ウィンドウ・シル/ヘッダーのない車体側面、側窓を拡大し四隅にRを設ける等の特徴は日本の国鉄軽量客車と共通。
- 車体断面形状は、タイ国鉄の車両定規に合わせるため、車体幅はやや狭く（三等座席車で2.7 m）、全車種とも車体裾を絞っている。
- 車体長は19 m（連結面間距離19.8 m）とやや短い。
- 座席は車体と車幅の縮小の分加減されている。三等車は日本同様の4列（2+2）席と5列（2+3）席の二通りがあり、5列席車については肘掛けが全くない[注釈 33]。
- 出入台は車端部に配置し、日本の国鉄オハ35系以前の客車と同様に出入台・妻部の幅は絞り込まれている。
- 自動連結器の周囲に枠状の緩衝器（バッファー）を装備。
- 基本設計のもととなった日本国鉄の10系列と同じく空気ブレーキを装備するほか、同国に従来から在籍する機関車や客車と連結するためにかつてのタイ国鉄標準の真空ブレーキも装備し、いわゆるデュアルブレーキ仕様となっている。
- 台車はTR50の系統ではなく、ウイングばね式のDT21に近い外観を呈する。ただし軸距が2,000 mmと短く標準の車輪径も異なり、別設計である。また先述の真空ブレーキの都合上、車体ブレーキシリンダー方式である。製造は車体と同様、日本の鉄道車両メーカー各社であるが、1970年代にタイ国鉄が自社製造を開始した際に用意された台車は川崎重工業製。なお、1980年代にタイ国鉄自社で製造された一部車両の台車にはルーマニアのアストラ・バゴアネ・アラド（ルーマニア語版）製、もしくは中華人民共和国製のものを使用している。

これらの車両のうち初期に導入されたものの中には、JR西日本から余剰となった12系・14系・24系などの冷房付き車両が中古で導入されることにより置き換えられ、運用から離脱したものも存在する。

### エジプト国有鉄道
日立製作所は、1960年にエジプト国営の鉄道車両メーカー・SEMAF社と鉄道車両製造に関する技術協力協定を締結。その協定により、エジプト国鉄向けの客車をエジプト国内にて製造する計画が立てられ、その際に日本の国鉄軽量客車の技術を使用することとなった。計画にあたっては、まず最初に「サンプルカー」として日立製作所が1両を輸出し、その車両をもとにSEMAF社が同様の車両を大量に増備するという方式が採用され、1962年の秋に日立製作所にて「サンプルカー」1両が落成。以下にこの車両の特徴を述べる。
- 車体は長さ23,030 mm、幅2,900 mm、高さ4,318 mm。屋根上には日本国鉄の10系などと同様、ガーランド式ベンチレータの通風機が並ぶ。
- 車内の座席配置は日本国鉄の10系と同様の4列（2+2）席が並ぶ形態で、座席は砂漠地帯での清掃を容易とするビニール素材貼り。天井には、扇風機10組とガーランド式ベンチレータ装置の通風板11枚を設置している。
- 側窓は一段下降式で、車内側に木製の上昇式ブラインドを内蔵している。
- 一両につき便所は「洋式」のものと「アラブ式」（和式と似たしゃがみこみ式）のものをそれぞれ一つずつ、車端部に設置。便所が設置されていない側の車端部には荷物室と車掌室が配置されている。
- 台車は上記のタイ国鉄向け客車と同様、TR50の系統ではなく、ウイングばね式のDT21の系統のものを採用。エジプト国鉄の保線状況に適応しつつ、同時に良い乗り心地も得られる設計となっている。

この計画は成功し、予定通りこの車両はエジプト国鉄の標準型客車となった。技術提供を受けたSEMAF社は2000年代までの長きにわたりこの客車を作り続けたため、途中で数回、細かな部分の変更が行われた。以下に主なそれを述べる。
- 車端部の形状が少しながら変更され、よりすっきりとした見た目となった。
- 側面窓が下段上昇および下段左右開閉・上段固定の二段仕様へ変更。また、従来は一段下降窓として落成した車両のなかにも、途中より下段上昇・上段下降の二段窓へ改造された車両がある。しかし、二段窓の窓枠が事故や火災など緊急時に乗客が窓から避難する際の障害物となり、2002年にこの系列の客車にて乗客が持ち込んだガスボンベが爆発した際には、窓から避難しようとした乗客がうまく車外へ避難できず、そのうえ車両間で炎が猛烈な勢いで広がり多くの車両が全焼したことで、結果的に380人以上の乗客が死亡するという大きな事故も発生している（事故の経過はエル・アッヤート列車火災 (2002年)（英語版）を参照）。
- 1980年代以降に製造された車両は、台車がハンガリー・ガンツが設計した軽量コイルばね台車に変更されている。
- 一部の車両は都市近郊列車で運用するため、車内の座席をロングシートへ改座。

これらの車両は、現在もエジプト国鉄の普通列車などの主力として活躍しているが、初期に導入された、日立製作所の設計を色濃く残す車両の多くは老朽化のため引退している。

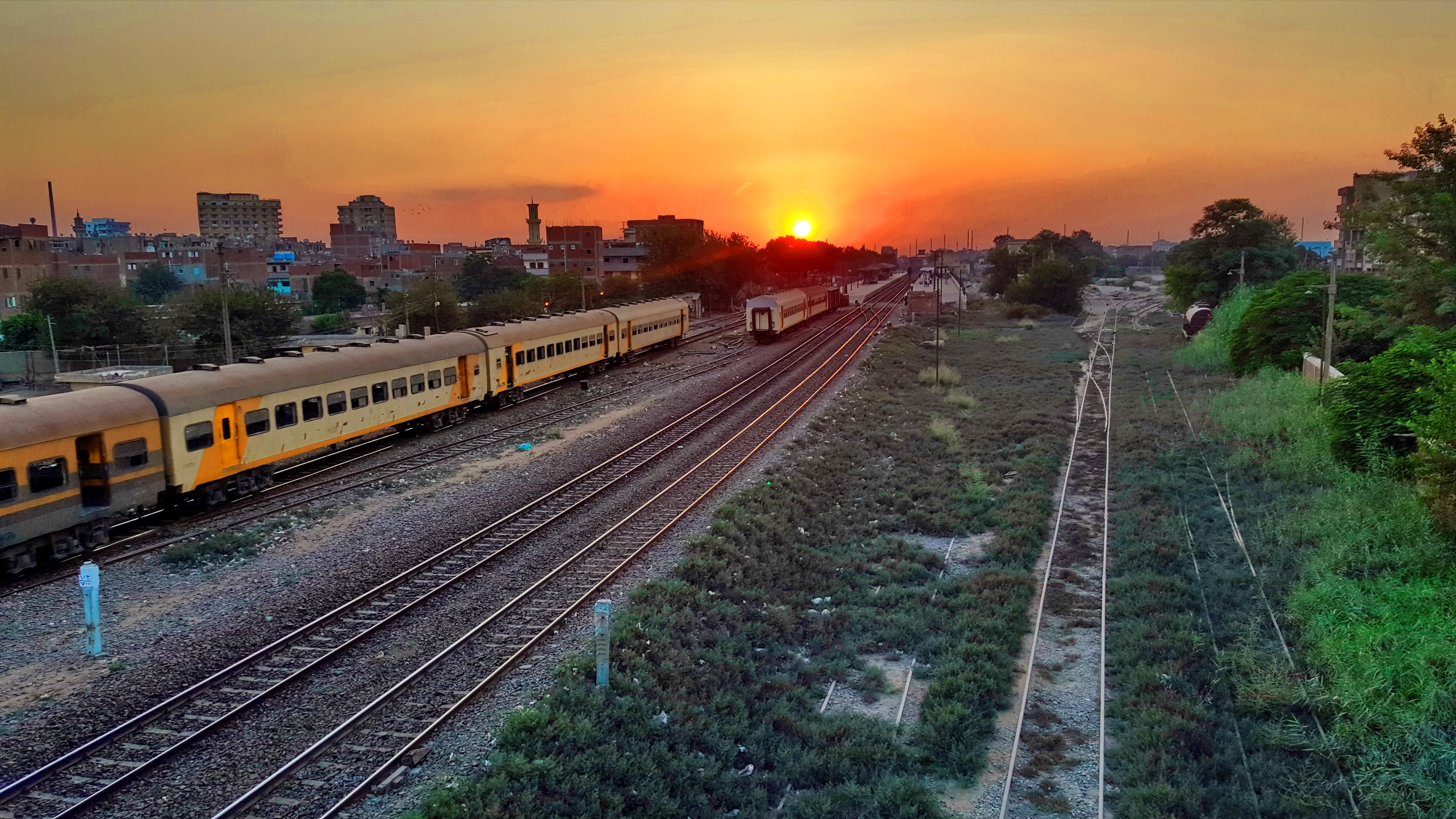
比較的古い車両 台車はDT21の系統
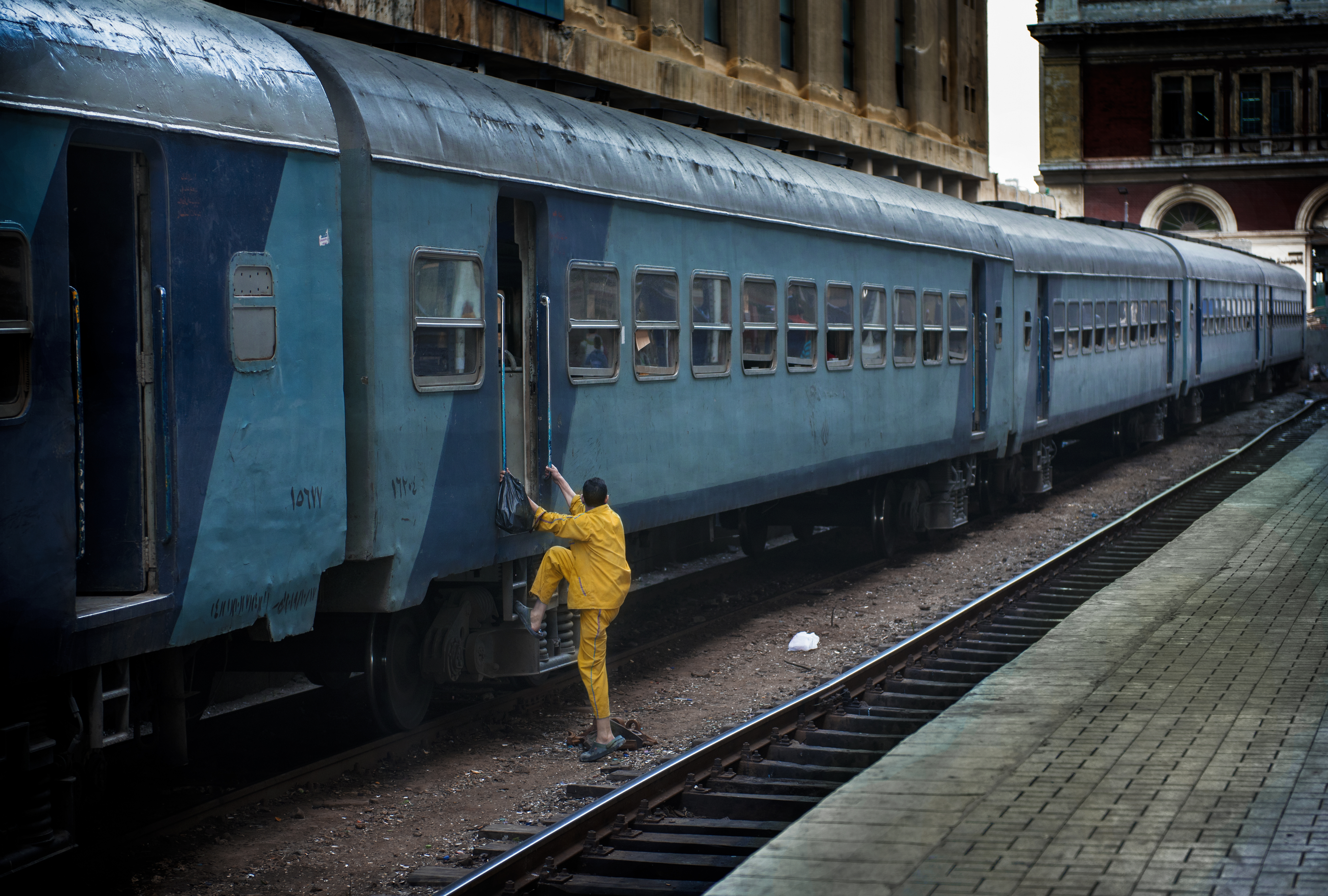
比較的最近に製造された車両 台車がガンツ設計のものへ変更されている
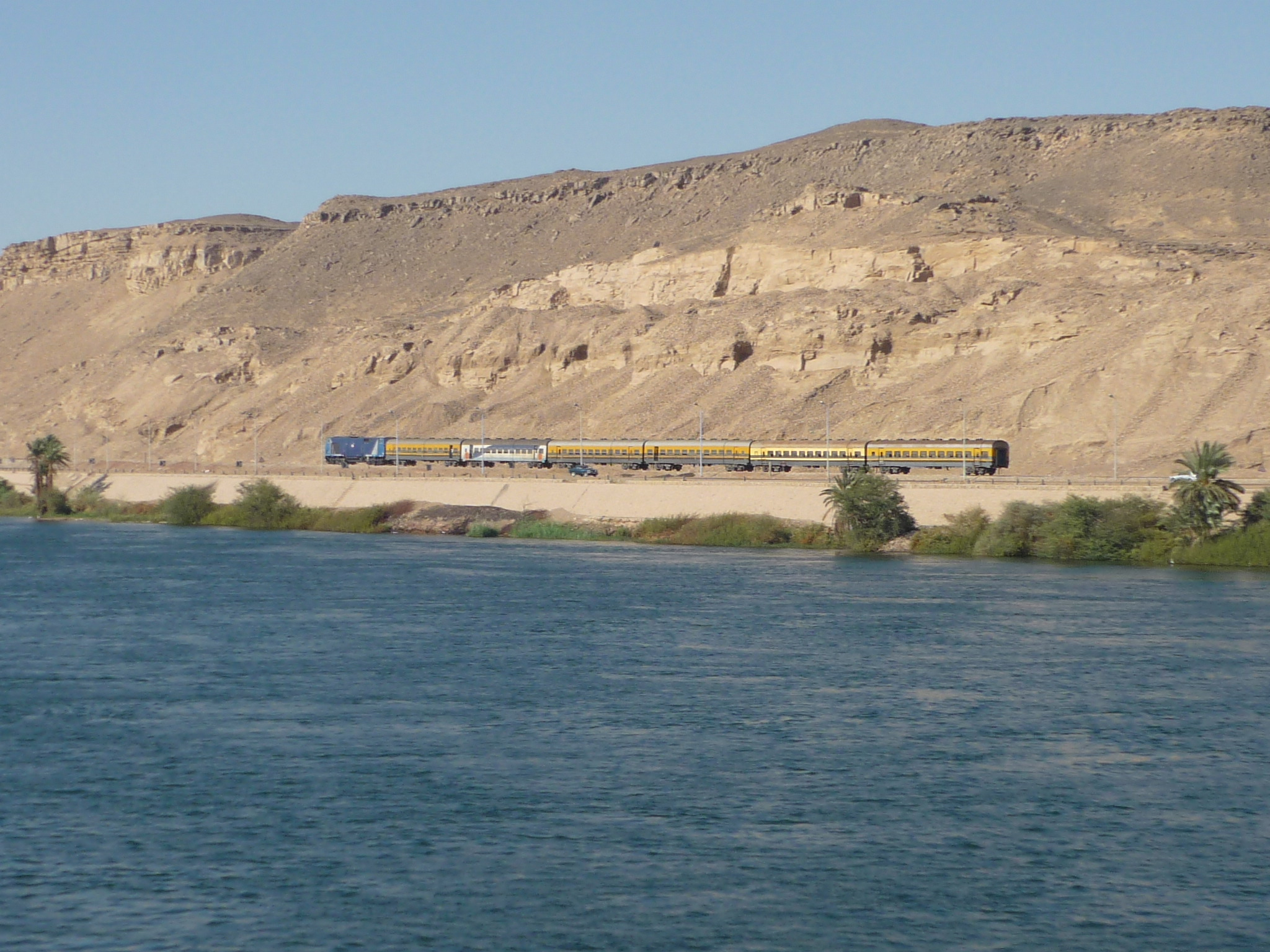
走行写真